# 1994 en els vols espacials
Aquest article és una llista d'esdeveniments de vols espacials relacionats que es van produir el 1994.

## Llançaments
| Data i hora (UTC)    | Coet | Coet                                            | Plataforma de llançament                                  | Plataforma de llançament                  | LSP                                                    | LSP                                                    |
| -------------------- | --- | ----------------------------------------------- | --------------------------------------------------------- | ----------------------------------------- | ------------------------------------------------------ | ------------------------------------------------------ |
| Data i hora (UTC)    | Càrrega útil | Operador                                        | Òrbita                                                    | Funció                                    | Deteriorament (UTC)                                    | Resultat                                               |
| Data i hora (UTC)    | Comentaris |                                                 |                                                           |                                           |                                                        |                                                        |
| Gener                | |                                                 |                                                           |                                           |                                                        |                                                        |
| 8 de gener 10:05:34  | Rússia - Soiuz-U2 | Rússia - Soiuz-U2                               | Kazakhstan - Baikonur Site 1/5                            | Kazakhstan - Baikonur Site 1/5            | Rússia - Roskosmos                                     | Rússia - Roskosmos                                     |
| 8 de gener 10:05:34  | Rússia - Soiuz TM-18 | Roskosmos                                       | Terrestre baixa (Mir)                                     | Mir EO-15                                 | 9 de juliol 10:32:35                                   | Reeixit                                                |
| 8 de gener 10:05:34  | Vol orbital tripulat amb tres cosmonautes |                                                 |                                                           |                                           |                                                        |                                                        |
| 20 de gener 09:49:00 | Rússia - Proton-K/DM-2M | Rússia - Proton-K/DM-2M                         | Kazakhstan - Baikonur Site 81/23                          | Kazakhstan - Baikonur Site 81/23          | Rússia                                                 | Rússia                                                 |
| 20 de gener 09:49:00 | Rússia - Gals-1 | Intersputnik                                    | Geosíncrona                                               | Comunicacions                             | En òrbita                                              | Operacional                                            |
| 20 de gener          | Estats Units - UGM-133 Trident II | Estats Units - UGM-133 Trident II               | Estats Units - Submarí, Eastern Range                     | Estats Units - Submarí, Eastern Range     | Estats Units - Marina dels Estats Units d'Amèrica      | Estats Units - Marina dels Estats Units d'Amèrica      |
| 20 de gener          | Estats Units - FCET-10 | Marina dels Estats Units d'Amèrica              | Suborbital                                                | Prova de míssils                          | 20 de gener                                            | Reeixit                                                |
| 20 de gener          | Estats Units - UGM-133 Trident II | Estats Units - UGM-133 Trident II               | Estats Units - Submarí, Eastern Range                     | Estats Units - Submarí, Eastern Range     | Estats Units - Marina dels Estats Units d'Amèrica      | Estats Units - Marina dels Estats Units d'Amèrica      |
| 20 de gener          | Estats Units - FCET-10 | Marina dels Estats Units d'Amèrica              | Suborbital                                                | Prova de míssils                          | 20 de gener                                            | Reeixit                                                |
| 20 de gener          | Estats Units - UGM-133 Trident II | Estats Units - UGM-133 Trident II               | Estats Units - Submarí, Eastern Range                     | Estats Units - Submarí, Eastern Range     | Estats Units - Marina dels Estats Units d'Amèrica      | Estats Units - Marina dels Estats Units d'Amèrica      |
| 20 de gener          | Estats Units - FCET-10 | Marina dels Estats Units d'Amèrica              | Suborbital                                                | Prova de míssils                          | 20 de gener                                            | Reeixit                                                |
| 20 de gener          | Estats Units - UGM-133 Trident II | Estats Units - UGM-133 Trident II               | Estats Units - Submarí, Eastern Range                     | Estats Units - Submarí, Eastern Range     | Estats Units - Marina dels Estats Units d'Amèrica      | Estats Units - Marina dels Estats Units d'Amèrica      |
| 20 de gener          | Estats Units - FCET-10 | Marina dels Estats Units d'Amèrica              | Suborbital                                                | Prova de míssils                          | 20 de gener                                            | Reeixit                                                |
| 24 de gener 21:37:00 | Europa - Ariane 4 (44LP) | Europa - Ariane 4 (44LP)                        | França - Kourou ELA-2                                     | França - Kourou ELA-2                     | França - Arianespace                                   | França - Arianespace                                   |
| 24 de gener 21:37:00 | França - Eutelsat 2F5 | Eutelsat                                        | Destinat: Geosíncrona                                     | Comunicacions                             | ~90 segons                                             | Error de llançament                                    |
| 24 de gener 21:37:00 | Turquia - Turksat-1A | Turksat                                         | Destinat: Geosíncrona                                     | Comunicacions                             | ~90 segons                                             | Error de llançament                                    |
| 24 de gener 21:37:00 | Malfucionament de la 3a etapa |                                                 |                                                           |                                           |                                                        |                                                        |
| 25 de gener 00:25:00 | Ucraïna - Tsyklon-3 | Ucraïna - Tsyklon-3                             | Rússia - Plesetsk Site 32                                 | Rússia - Plesetsk Site 32                 | Rússia - Roskosmos                                     | Rússia - Roskosmos                                     |
| 25 de gener 00:25:00 | Rússia - Meteor-3-06 | Roskomsos                                       | Terrestre baixa                                           | Meteorològic                              | En òrbita                                              | Operacional                                            |
| 25 de gener 00:25:00 | Alemanya - Tubsat-B | TUB                                             | Terrestre baixa                                           | Desenvolupament de tecnologia             | En òrbita                                              | Error del vehicle                                      |
| 25 de gener 00:25:00 | Va fallar el Tubsat després de 39 dies d'operacions |                                                 |                                                           |                                           |                                                        |                                                        |
| 25 de gener 16:34:00 | Estats Units - Titan 23G | Estats Units - Titan 23G                        | Estats Units - Vandenberg SLC-4W                          | Estats Units - Vandenberg SLC-4W          | Estats Units - BMDO/NASA                               | Estats Units - BMDO/NASA                               |
| 25 de gener 16:34:00 | Estats Units - Clementine | NASA/BMDO                                       | Selenocèntrica i Terrestre Alta                           | Orbitador lunar                           | En òrbita                                              | Partial Error de la nau espacial                       |
| 25 de gener 16:34:00 | Estats Units - ISA | NASA/BMDO                                       | Terrestre Alta                                            |                                           | 8 de juny                                              | Reeixit                                                |
| 25 de gener 16:34:00 | Error informàtic després de l'ejecció des de l'òrbita lunar impedint el sobrevol del 1620 Geographos |                                                 |                                                           |                                           |                                                        |                                                        |
| 28 de gener 02:12:00 | Rússia - Soiuz-U | Rússia - Soiuz-U                                | Kazakhstan - Baikonur Site 1/5                            | Kazakhstan - Baikonur Site 1/5            | Rússia - Roskosmos                                     | Rússia - Roskosmos                                     |
| 28 de gener 02:12:00 | Rússia - Progress M-21 | Roskosmos                                       | Terrestre baixa (Mir)                                     | Logística                                 | 23 de març 05:13:00                                    | Reeixit                                                |
| 30 de gener 22:00    | Canadà - Black Brant VIIIC | Canadà - Black Brant VIIIC                      | Estats Units - Poker Flat                                 | Estats Units - Poker Flat                 | Estats Units - NASA                                    | Estats Units - NASA                                    |
| 30 de gener 22:00    | Estats Units | NASA                                            | Suborbital                                                | Plasma                                    | 30 de gener                                            | Reeixit                                                |
| Febrer               | |                                                 |                                                           |                                           |                                                        |                                                        |
| 2 de febrer          | Estats Units - LGM-30G Minuteman III | Estats Units - LGM-30G Minuteman III            | Estats Units - Vandenberg LF-26                           | Estats Units - Vandenberg LF-26           | Estats Units - Força Aèria dels Estats Units d'Amèrica | Estats Units - Força Aèria dels Estats Units d'Amèrica |
| 2 de febrer          | Estats Units - GT-154GB | Força Aèria dels Estats Units d'Amèrica         | Suborbital                                                | Prova de míssils                          | 2 de febrer                                            | Reeixit                                                |
| 3 de febrer 12:10    | Estats Units - Transbordador espacial Discovery | Estats Units - Transbordador espacial Discovery | Estats Units - Kennedy LC-39A                             | Estats Units - Kennedy LC-39A             | Estats Units - United Space Alliance                   | Estats Units - United Space Alliance                   |
| 3 de febrer 12:10    | Estats Units - STS-60 | NASA                                            | Terrestre baixa (Mir)                                     | Vol del Shuttle-Mir                       | 11 de febrer 19:24                                     | Reeixit                                                |
| 3 de febrer 12:10    | Estats Units - SpaceHab LSM | NASA/SpaceHab                                   | Terrestre baixa (Discovery)                               | Investigació científica                   | 11 de febrer 19:24                                     | Reeixit                                                |
| 3 de febrer 12:10    | Estats Units - Wake Shield Facility | NASA                                            | Terrestre baixa (Discovery)                               | Plataforma científica de desplegament     | 11 de febrer 19:24                                     | Reeixit                                                |
| 3 de febrer 12:10    | Estats Units - GBA-6 | NASA                                            | Terrestre baixa (Discovery)                               |                                           | 11 de febrer 19:24                                     | Reeixit                                                |
| 3 de febrer 12:10    | Estats Units - ODERACS A | NASA                                            | Terrestre baixa                                           | Calibratge de làser                       | 2 d'octubre                                            | Reeixit                                                |
| 3 de febrer 12:10    | Estats Units - ODERACS B | NASA                                            | Terrestre baixa                                           | Calibratge de làser                       | 4 d'octubre                                            | Reeixit                                                |
| 3 de febrer 12:10    | Estats Units - ODERACS C | NASA                                            | Terrestre baixa                                           | Calibratge de làser                       | 31 de desembre                                         | Reeixit                                                |
| 3 de febrer 12:10    | Estats Units - ODERACS D | NASA                                            | Terrestre baixa                                           | Calibratge de làser                       | 31 de desembre                                         | Reeixit                                                |
| 3 de febrer 12:10    | Estats Units - ODERACS E | NASA                                            | Terrestre baixa                                           | Calibratge de làser                       | 3 de març 1995                                         | Reeixit                                                |
| 3 de febrer 12:10    | Estats Units - ODERACS F | NASA                                            | Terrestre baixa                                           | Calibratge de làser                       | 24 de febrer 1995                                      | Reeixit                                                |
| 3 de febrer 12:10    | Regne Unit - BremSat 1 | DARA/Bre                                        | Terrestre baixa                                           | Investigació científica                   | 12 de febrer 1995                                      | Reeixit                                                |
| 3 de febrer 12:10    | Vol orbital tripulat amb sis astronautes; primera missió del Programa Shuttle-Mir L'ODERACS va ser desplegat des del Discovery el 9 de febrer                                                                                     |                                                 |                                                           |                                           |                                                        |                                                        |
| 3 de febrer 22:00    | Japó - H-II | Japó - H-II                                     | Japó - Tanegashima LA-Y                                   | Japó - Tanegashima LA-Y                   | Japó - NASDA                                           | Japó - NASDA                                           |
| 3 de febrer 22:00    | Japó - OREX (Ryusei) | NASDA                                           | Terrestre baixa                                           | Experiment de reentrada                   | 3 de febrer                                            | Reeixit                                                |
| 3 de febrer 22:00    | Japó - VEP (Myojo) | NASDA                                           | Transferència geosíncrona                                 | Prova de rendiment de coet                | En òrbita                                              | Reeixit                                                |
| 3 de febrer 22:00    | Vol inaugural del coet H-II i primer llançament des de LA-Y |                                                 |                                                           |                                           |                                                        |                                                        |
| 5 de febrer 08:46    | Rússia - Proton-K/DM-2 | Rússia - Proton-K/DM-2                          | Kazakhstan - Baikonur Site 81/23                          | Kazakhstan - Baikonur Site 81/23          | Rússia - Roskosmos                                     | Rússia - Roskosmos                                     |
| 5 de febrer 08:46    | Rússia - Raduga 1-3 | MOM                                             | Geosíncrona                                               | Comunicacions                             | En òrbita                                              | Operacional                                            |
| 7 de febrer 21:47    | Estats Units - Titan IVA (401)/Centaur | Estats Units - Titan IVA (401)/Centaur          | Estats Units - Cape Canaveral LC-40                       | Estats Units - Cape Canaveral LC-40       | Estats Units                                           | Estats Units                                           |
| 7 de febrer 21:47    | Estats Units - USA-99 (Milstar 1) | Força Aèria dels Estats Units d'Amèrica         | Geosíncrona                                               | Comunicacions                             | En òrbita                                              | Operacional                                            |
| 7 de febrer 21:47    | Vol inaugural del Titan IV (401A) |                                                 |                                                           |                                           |                                                        |                                                        |
| 8 de febrer 08:34    | Xina - Llarga Marxa 3A | Xina - Llarga Marxa 3A                          | Xina - Xichang LA-2                                       | Xina - Xichang LA-2                       | Xina - CASC                                            | Xina - CASC                                            |
| 8 de febrer 08:34    | Xina - Shi Jian 4 | CASC                                            | Terrestre Mitjana                                         | Investigació de partícules                | En òrbita                                              | Operacional                                            |
| 8 de febrer 08:34    | Xina - KF-1 | CASC                                            | Transferència Geosíncrona                                 | DFH-3 nau espacial boilerplate            | En òrbita                                              | Reeixit                                                |
| 9 de febrer 23:43    | Canadà - Black Brant IX | Canadà - Black Brant IX                         | Noruega - Andøya                                          | Noruega - Andøya                          | Estats Units - NASA                                    | Estats Units - NASA                                    |
| 9 de febrer 23:43    | Estats Units - PULSAUR-2 | NASA                                            | Suborbital                                                | Plasma                                    | 9 de febrer                                            | Reeixit                                                |
| 9 de febrer 23:43    | Apogeu: 300 km |                                                 |                                                           |                                           |                                                        |                                                        |
| 10 de febrer 05:35   | Canadà - Black Brant 9CM1 | Canadà - Black Brant 9CM1                       | Estats Units - White Sands LC-36                          | Estats Units - White Sands LC-36          | Estats Units                                           | Estats Units                                           |
| 10 de febrer 05:35   | Canadà Estats Units - GEMINI | CSA/NASA                                        | Suborbital                                                | Plasma/Aeronomia                          | 10 de febrer                                           | Reeixit                                                |
| 10 de febrer 05:35   | Apogeu: 245 km |                                                 |                                                           |                                           |                                                        |                                                        |
| 12 de febrer 08:54   | Ucraïna - Tsyklon-3 | Ucraïna - Tsyklon-3                             | Rússia - Plesetsk Site 32                                 | Rússia - Plesetsk Site 32                 | Rússia - Roskosmos                                     | Rússia - Roskosmos                                     |
| 12 de febrer 08:54   | Rússia - Kosmos 2268 (Strela-3) | MO RF                                           | Terrestre baixa                                           | Comunicacions                             | En òrbita                                              | Operacional                                            |
| 12 de febrer 08:54   | Rússia - Kosmos 2269 (Strela-3) | MO RF                                           | Terrestre baixa                                           | Comunicacions                             | En òrbita                                              | Operacional                                            |
| 12 de febrer 08:54   | Rússia - Kosmos 2270 (Strela-3) | MO RF                                           | Terrestre baixa                                           | Comunicacions                             | En òrbita                                              | Operacional                                            |
| 12 de febrer 08:54   | Rússia - Kosmos 2271 (Strela-3) | MO RF                                           | Terrestre baixa                                           | Comunicacions                             | En òrbita                                              | Operacional                                            |
| 12 de febrer 08:54   | Rússia - Kosmos 2272 (Strela-3) | MO RF                                           | Terrestre baixa                                           | Comunicacions                             | En òrbita                                              | Operacional                                            |
| 12 de febrer 08:54   | Rússia - Kosmos 2273 (Strela-3) | MO RF                                           | Terrestre baixa                                           | Comunicacions                             | En òrbita                                              | Operacional                                            |
| 12 de febrer 13:08   | Estats Units - Nike Tomahawk | Estats Units - Nike Tomahawk                    | Estats Units - Poker Flat                                 | Estats Units - Poker Flat                 | Estats Units - NASA                                    | Estats Units - NASA                                    |
| 12 de febrer 13:08   | Estats Units | NASA                                            | Suborbital                                                | Plasma                                    | 12 de febrer                                           | Reeixit                                                |
| 12 de febrer 13:08   | Apogeu: 270 km |                                                 |                                                           |                                           |                                                        |                                                        |
| 12 de febrer 13:12   | Estats Units - Nike Tomahawk | Estats Units - Nike Tomahawk                    | Estats Units - Poker Flat                                 | Estats Units - Poker Flat                 | Estats Units - NASA                                    | Estats Units - NASA                                    |
| 12 de febrer 13:12   | Estats Units | NASA                                            | Suborbital                                                | Plasma                                    | 12 de febrer                                           | Reeixit                                                |
| 12 de febrer 13:12   | Apogeu: 270 km |                                                 |                                                           |                                           |                                                        |                                                        |
| 12 de febrer 13:16   | Canadà - Black Brant VIIIC | Canadà - Black Brant VIIIC                      | Estats Units - Poker Flat                                 | Estats Units - Poker Flat                 | Estats Units - NASA                                    | Estats Units - NASA                                    |
| 12 de febrer 13:16   | Estats Units | NASA                                            | Suborbital                                                | Plasma                                    | 12 de febrer                                           | Reeixit                                                |
| 12 de febrer 13:16   | Apogeu: 242 km |                                                 |                                                           |                                           |                                                        |                                                        |
| 15 de febrer 16:18   | Estats Units - Storm | Estats Units - Storm                            | Estats Units - White Sands SULF                           | Estats Units - White Sands SULF           | Estats Units - Força Aèria dels Estats Units d'Amèrica | Estats Units - Força Aèria dels Estats Units d'Amèrica |
| 15 de febrer 16:18   | Estats Units - ERINT GTF-3 | Força Aèria dels Estats Units d'Amèrica         | Suborbital                                                | Objectiu                                  | 15 de febrer                                           | Reeixit                                                |
| 15 de febrer 16:18   | Apogeu: 200 km |                                                 |                                                           |                                           |                                                        |                                                        |
| 15 de febrer 23:52   | Japó - S-310 | Japó - S-310                                    | Noruega - Andøya                                          | Noruega - Andøya                          | Japó - ISAS                                            | Japó - ISAS                                            |
| 15 de febrer 23:52   | Japó | ISAS                                            | Suborbital                                                | Aeronomia                                 | 16 de febrer                                           | Reeixit                                                |
| 15 de febrer 23:52   | Apogeu: 192 km |                                                 |                                                           |                                           |                                                        |                                                        |
| 18 de febrer 07:56   | Rússia - Proton-K/DM-2 | Rússia - Proton-K/DM-2                          | Kazakhstan - Baikonur Site 81/23                          | Kazakhstan - Baikonur Site 81/23          | Rússia - Roskosmos                                     | Rússia - Roskosmos                                     |
| 18 de febrer 07:56   | Rússia - Raduga 31 | MOM                                             | Geosíncrona                                               | Comunicacions                             | En òrbita                                              | Operacional                                            |
| 19 de febrer 12:13   | Índia - Agni-I | Índia - Agni-I                                  | Índia - Balasore                                          | Índia - Balasore                          | Índia - DRDO                                           | Índia - DRDO                                           |
| 19 de febrer 12:13   | Índia | DRDO                                            | Suborbital                                                | Prova de míssils                          | 19 de febrer                                           | Reeixit                                                |
| 19 de febrer 12:13   | Apogeu: 300 km |                                                 |                                                           |                                           |                                                        |                                                        |
| 19 de febrer 23:45   | Estats Units - Delta II (7925-8) | Estats Units - Delta II (7925-8)                | Estats Units - Cape Canaveral LC-17B                      | Estats Units - Cape Canaveral LC-17B      | Estats Units - Boeing IDS                              | Estats Units - Boeing IDS                              |
| 19 de febrer 23:45   | Estats Units - Galaxy 1R |                                                 | Geosíncrona                                               | Comunicacions                             | En òrbita                                              | Operacional                                            |
| Març                 | |                                                 |                                                           |                                           |                                                        |                                                        |
| 1 de març            | Canadà - Black Brant 9CM1 | Canadà - Black Brant 9CM1                       | França - Centre d'Essais des Landes                       | França - Centre d'Essais des Landes       | França - Matra                                         | França - Matra                                         |
| 1 de març            | França - NOIR | Matra                                           | Suborbital                                                | Aeronomia                                 | 1 de març                                              | Reeixit                                                |
| 1 de març            | Apogeu: 200 km |                                                 |                                                           |                                           |                                                        |                                                        |
| 2 de març 03:25      | Ucraïna - Tsyklon-3 | Ucraïna - Tsyklon-3                             | Rússia - Plesetsk Site 32                                 | Rússia - Plesetsk Site 32                 | Rússia - Roskosmos                                     | Rússia - Roskosmos                                     |
| 2 de març 03:25      | Rússia - Intercosmos 26 (Koronas-I) | Intercosmos/Roskosmos                           | Terrestre baixa                                           | Astronomia solar                          | 4 de març 2001                                         | Reeixit                                                |
| 4 de març 13:15      | Estats Units - Transbordador Espacial Columbia | Estats Units - Transbordador Espacial Columbia  | Estats Units - Kennedy LC-39B                             | Estats Units - Kennedy LC-39B             | Estats Units - United Space Alliance                   | Estats Units - United Space Alliance                   |
| 4 de març 13:15      | Estats Units - STS-62 | NASA                                            | Terrestre baixa                                           | Investigació de microgravetat             | 18 de març 13:10                                       | Reeixit                                                |
| 4 de març 13:15      | Estats Units - OAST-2 | OAST                                            | Terrestre baixa (Columbia)                                | Desenvolupament de tecnologia             | 18 de març 13:10                                       | Reeixit                                                |
| 4 de març 13:15      | Estats Units - USMP-2 | NASA                                            | Terrestre baixa (Columbia)                                | Investigació de microgravetat             | 18 de març 13:10                                       | Reeixit                                                |
| 4 de març 13:15      | Estats Units - EDO Pallet | NASA                                            | Terrestre baixa (Columbia)                                | Missió d'extensió de paleta criogènica    | 18 de març 13:10                                       | Reeixit                                                |
| 4 de març 13:15      | Vol orbital tripulat amb cinc astronautes |                                                 |                                                           |                                           |                                                        |                                                        |
| 6 de març 08:21      | Canadà - Black Brant XII | Canadà - Black Brant XII                        | Estats Units - Poker Flat                                 | Estats Units - Poker Flat                 | Estats Units - NASA                                    | Estats Units - NASA                                    |
| 6 de març 08:21      | Estats Units | NASA                                            | Suborbital                                                | Aurores                                   | 6 de març                                              | Reeixit                                                |
| 6 de març 08:21      | Apogeu: 455 km |                                                 |                                                           |                                           |                                                        |                                                        |
| 7 de març 09:11      | Estats Units - Nike Orion | Estats Units - Nike Orion                       | Estats Units - Poker Flat                                 | Estats Units - Poker Flat                 | Estats Units - NASA                                    | Estats Units - NASA                                    |
| 7 de març 09:11      | Estats Units | NASA                                            | Suborbital                                                | Plasma                                    | 7 de març                                              | Error                                                  |
| 7 de març 09:11      | Apogeu: 140 km |                                                 |                                                           |                                           |                                                        |                                                        |
| 8 de març 03:50      | Estats Units - LGM-118 Peacekeeper | Estats Units - LGM-118 Peacekeeper              | Estats Units - Vandenberg LF-05                           | Estats Units - Vandenberg LF-05           | Estats Units - Força Aèria dels Estats Units d'Amèrica | Estats Units - Força Aèria dels Estats Units d'Amèrica |
| 8 de març 03:50      | | Força Aèria dels Estats Units d'Amèrica         | Suborbital                                                | Prova de míssils                          | 8 de març                                              | Reeixit                                                |
| 8 de març 03:50      | Apogeu: 1000 km |                                                 |                                                           |                                           |                                                        |                                                        |
| 10 de març 03:40     | Estats Units - Delta II (7925) | Estats Units - Delta II (7925)                  | Estats Units - Cape Canaveral LC-17A                      | Estats Units - Cape Canaveral LC-17A      | Estats Units - Força Aèria dels Estats Units d'Amèrica | Estats Units - Força Aèria dels Estats Units d'Amèrica |
| 10 de març 03:40     | Estats Units - USA-100 (GPS IIA-15) | Força Aèria dels Estats Units d'Amèrica         | Terrestre Mitjana                                         | Navegació                                 | En òrbita                                              | Operacional                                            |
| 10 de març 03:40     | Estats Units - SEDS-2 | Força Aèria dels Estats Units d'Amèrica         | Terrestre baixa                                           | Experiment de navegació                   | 8 de maig                                              | Reeixit                                                |
| 11 de març 06:50     | Canadà - Black Brant IX | Canadà - Black Brant IX                         | Estats Units - Poker Flat                                 | Estats Units - Poker Flat                 | Estats Units - NASA                                    | Estats Units - NASA                                    |
| 11 de març 06:50     | Estats Units | NASA                                            | Suborbital                                                | Plasma                                    | 11 de març                                             | Reeixit                                                |
| 11 de març 06:50     | Apogeu: 308 km |                                                 |                                                           |                                           |                                                        |                                                        |
| 13 de març 22:32     | Estats Units - Taurus | Estats Units - Taurus                           | Estats Units - Vandenberg LC-576E                         | Estats Units - Vandenberg LC-576E         | Estats Units - Orbital Sciences                        | Estats Units - Orbital Sciences                        |
| 13 de març 22:32     | Estats Units - USA-101 (STEP-0) | SDI                                             | Terrestre baixa                                           | Desenvolupament de tecnologia             | En òrbita                                              | Reeixit                                                |
| 13 de març 22:32     | Estats Units - USA-102 (DARPASAT) | DARPA                                           | Terrestre baixa                                           | Desenvolupament de tecnologia             | En òrbita                                              | Reeixit                                                |
| 13 de març 22:32     | Vol inaugural del coet Taurus |                                                 |                                                           |                                           |                                                        |                                                        |
| 17 de març 16:30     | Rússia - Soiuz-U | Rússia - Soiuz-U                                | Rússia - Plesetsk Site 43/4                               | Rússia - Plesetsk Site 43/4               | Rússia - VKS                                           | Rússia - VKS                                           |
| 17 de març 16:30     | Rússia - Kosmos 2274 (Yantar) | VKS                                             | Terrestre baixa                                           | Reconeixement                             | 21 de maig                                             | Reeixit                                                |
| 22 de març 04:54     | Rússia - Soiuz-U | Rússia - Soiuz-U                                | Kazakhstan - Baikonur Site 1/5                            | Kazakhstan - Baikonur Site 1/5            | Rússia - Roskosmos                                     | Rússia - Roskosmos                                     |
| 22 de març 04:54     | Rússia - Progress M-22 | Roskosmos                                       | Terrestre baixa (Mir)                                     | Logística                                 | 23 de maig                                             | Reeixit                                                |
| 28 de març           | Estats Units - UGM-96 Trident I | Estats Units - UGM-96 Trident I                 | Estats Units - Submarine, Eastern Range                   | Estats Units - Submarine, Eastern Range   | Estats Units - Marina dels Estats Units d'Amèrica      | Estats Units - Marina dels Estats Units d'Amèrica      |
| 28 de març           | | Marina dels Estats Units d'Amèrica              | Suborbital                                                | Prova de míssils                          | 28 de març                                             | Reeixit                                                |
| 28 de març           | FCET-44; Apogeu: 1000 km |                                                 |                                                           |                                           |                                                        |                                                        |
| 28 de març           | Estats Units - UGM-96 Trident I | Estats Units - UGM-96 Trident I                 | Estats Units - Submarine, Eastern Range                   | Estats Units - Submarine, Eastern Range   | Estats Units - Marina dels Estats Units d'Amèrica      | Estats Units - Marina dels Estats Units d'Amèrica      |
| 28 de març           | | Marina dels Estats Units d'Amèrica              | Suborbital                                                | Prova de míssils                          | 28 de març                                             | Reeixit                                                |
| 28 de març           | FCET-44; Apogeu: 1000 km |                                                 |                                                           |                                           |                                                        |                                                        |
| 28 de març           | Estats Units - UGM-96 Trident I | Estats Units - UGM-96 Trident I                 | Estats Units - Submarine, Eastern Range                   | Estats Units - Submarine, Eastern Range   | Estats Units - Marina dels Estats Units d'Amèrica      | Estats Units - Marina dels Estats Units d'Amèrica      |
| 28 de març           | | Marina dels Estats Units d'Amèrica              | Suborbital                                                | Prova de míssils                          | 28 de març                                             | Reeixit                                                |
| 28 de març           | FCET-44; Apogeu: 1000 km |                                                 |                                                           |                                           |                                                        |                                                        |
| 28 de març           | Estats Units - UGM-96 Trident I | Estats Units - UGM-96 Trident I                 | Estats Units - Submarine, Eastern Range                   | Estats Units - Submarine, Eastern Range   | Estats Units - Marina dels Estats Units d'Amèrica      | Estats Units - Marina dels Estats Units d'Amèrica      |
| 28 de març           | | Marina dels Estats Units d'Amèrica              | Suborbital                                                | Prova de míssils                          | 28 de març                                             | Reeixit                                                |
| 28 de març           | FCET-44; Apogeu: 1000 km |                                                 |                                                           |                                           |                                                        |                                                        |
| Abril                | |                                                 |                                                           |                                           |                                                        |                                                        |
| 5 d'abril 18:22      | Estats Units - Terrier-Orion | Estats Units - Terrier-Orion                    | Estats Units - Wallops Island                             | Estats Units - Wallops Island             | Estats Units - NASA                                    | Estats Units - NASA                                    |
| 5 d'abril 18:22      | | NASA                                            | Suborbital                                                | Prova de coet                             | 5 d'abril                                              | Reeixit                                                |
| 5 d'abril 18:22      | Apogeu: 127 km |                                                 |                                                           |                                           |                                                        |                                                        |
| 9 d'abril 11:05      | Estats Units - Transbordador espacial Endeavour | Estats Units - Transbordador espacial Endeavour | Estats Units - Kennedy LC-39A                             | Estats Units - Kennedy LC-39A             | Estats Units - United Space Alliance                   | Estats Units - United Space Alliance                   |
| 9 d'abril 11:05      | Estats Units - STS-59 | NASA                                            | Terrestre baixa                                           | Imatgeria per radar                       | 20 d'abril 16:54                                       | Reeixit                                                |
| 9 d'abril 11:05      | Estats Units - Spacelab Pallet | NASA                                            | Terrestre baixa (Endeavour)                               | Spacelab SRL-1                            | 20 d'abril 16:54                                       | Reeixit                                                |
| 9 d'abril 11:05      | Vol orbital tripulat amb sis astronautes |                                                 |                                                           |                                           |                                                        |                                                        |
| 11 d'abril 07:49     | Rússia - Proton-K/DM-2 | Rússia - Proton-K/DM-2                          | Kazakhstan - Baikonur Site 81/23                          | Kazakhstan - Baikonur Site 81/23          | Rússia - VKS                                           | Rússia - VKS                                           |
| 11 d'abril 07:49     | Rússia - Kosmos 2275 (GLONASS) | MOM                                             | Terrestre Mitjana                                         | Navegació                                 | En òrbita                                              | Operacional                                            |
| 11 d'abril 07:49     | Rússia - Kosmos 2276 (GLONASS) | MOM                                             | Terrestre Mitjana                                         | Navegació                                 | En òrbita                                              | Operacional                                            |
| 11 d'abril 07:49     | Rússia - Kosmos 2277 (GLONASS) | MOM                                             | Terrestre Mitjana                                         | Navegació                                 | En òrbita                                              | Operacional                                            |
| 13 d'abril 06:04     | Estats Units - Atlas I | Estats Units - Atlas I                          | Estats Units - Cape Canaveral LC-36B                      | Estats Units - Cape Canaveral LC-36B      | Estats Units - Lockheed Martin                         | Estats Units - Lockheed Martin                         |
| 13 d'abril 06:04     | Estats Units - GOES 8 | NOAA                                            | Actual: Cementiri Operacional: Geosíncrona                | Weather                                   | En òrbita                                              | Reeixit                                                |
| 13 d'abril 06:04     | Retirat i mogut a òrbita cementiri el 5 de maig 2004 |                                                 |                                                           |                                           |                                                        |                                                        |
| 16 d'abril 01:22     | Espanya - INTA-300B | Espanya - INTA-300B                             | Espanya - El Arenosillo                                   | Espanya - El Arenosillo                   | Espanya - INTA                                         | Espanya - INTA                                         |
| 16 d'abril 01:22     | Espanya | INTA                                            | Suborbital                                                | Aeronomia                                 | 16 d'abril                                             | Reeixit                                                |
| 16 d'abril 01:22     | Apogeu: 156 km |                                                 |                                                           |                                           |                                                        |                                                        |
| 17 d'abril 04:30     | Canadà - Black Brant IX | Canadà - Black Brant IX                         | Estats Units - White Sands LC-36                          | Estats Units - White Sands LC-36          | Estats Units - NASA                                    | Estats Units - NASA                                    |
| 17 d'abril 04:30     | Estats Units | NASA                                            | Suborbital                                                | Astronomia                                | 17 d'abril                                             | Reeixit                                                |
| 17 d'abril 04:30     | Apogeu: 300 km |                                                 |                                                           |                                           |                                                        |                                                        |
| 23 d'abril 08:01     | Ucraïna - Zenit-2 | Ucraïna - Zenit-2                               | Kazakhstan - Baikonur Site 45/1                           | Kazakhstan - Baikonur Site 45/1           | Rússia - VKS                                           | Rússia - VKS                                           |
| 23 d'abril 08:01     | Rússia - Kosmos 2278 (Tselina) | MO RF                                           | Terrestre baixa                                           | SIGINT                                    | En òrbita                                              | Operacional                                            |
| 25 d'abril 20:45     | Canadà - Black Brant IX | Canadà - Black Brant IX                         | Estats Units - White Sands LC-36                          | Estats Units - White Sands LC-36          | Estats Units - NASA                                    | Estats Units - NASA                                    |
| 25 d'abril 20:45     | Estats Units | NASA                                            | Suborbital                                                | Astronomia solar                          | 25 d'abril                                             | Reeixit                                                |
| 25 d'abril 20:45     | Apogeu: 300 km |                                                 |                                                           |                                           |                                                        |                                                        |
| 26 d'abril 02:14     | Rússia - Kosmos-3M | Rússia - Kosmos-3M                              | Rússia - Plesetsk Site 133/3                              | Rússia - Plesetsk Site 133/3              | Rússia - VKS                                           | Rússia - VKS                                           |
| 26 d'abril 02:14     | Rússia - Kosmos 2279 (Parus) | MO RF                                           | Terrestre baixa                                           | Navegació                                 | En òrbita                                              | Operacional                                            |
| 28 d'abril 17:14     | Rússia - Soiuz-U2 | Rússia - Soiuz-U2                               | Kazakhstan - Baikonur Site 31/6                           | Kazakhstan - Baikonur Site 31/6           | Rússia - VKS                                           | Rússia - VKS                                           |
| 28 d'abril 17:14     | Rússia - Kosmos 2280 (Yantar) | MOM                                             | Terrestre baixa                                           | Reconeixement                             | 10 de març 1995                                        | Reeixit                                                |
| Maig                 | |                                                 |                                                           |                                           |                                                        |                                                        |
| 3 de maig 07:40      | Estats Units - Nike Orion | Estats Units - Nike Orion                       | Suècia - Esrange                                          | Suècia - Esrange                          | Alemanya - DLR                                         | Alemanya - DLR                                         |
| 3 de maig 07:40      | Alemanya - MINI-TEXUS 2 | DLR                                             | Suborbital                                                | Investigació de microgravetat             | 3 de maig                                              | Reeixit                                                |
| 3 de maig 07:40      | Apogeu: 140 km |                                                 |                                                           |                                           |                                                        |                                                        |
| 3 de maig 15:55      | Estats Units - Titan IVA (401)/Centaur | Estats Units - Titan IVA (401)/Centaur          | Estats Units - Cape Canaveral LC-41                       | Estats Units - Cape Canaveral LC-41       | Estats Units                                           | Estats Units                                           |
| 3 de maig 15:55      | Estats Units - USA-103 (Trumpet) | NRO                                             | Molnia                                                    | SIGINT                                    | En òrbita                                              | Operacional                                            |
| 4 de maig 00:00      | Índia - ASLV | Índia - ASLV                                    | Índia - Sriharikota                                       | Índia - Sriharikota                       | Índia - ISRO                                           | Índia - ISRO                                           |
| 4 de maig 00:00      | Índia - SROSS-C2 | IRSO                                            | Terrestre baixa                                           | Ionosfèric                                | 12 de juliol 2001                                      | Reeixit                                                |
| 4 de maig 00:00      | Vol final del ASLV |                                                 |                                                           |                                           |                                                        |                                                        |
| 5 de maig 04:15      | Regne Unit - Skylark 7 | Regne Unit - Skylark 7                          | Suècia - Esrange LA-S                                     | Suècia - Esrange LA-S                     | Alemanya - DASA                                        | Alemanya - DASA                                        |
| 5 de maig 04:15      | Alemanya - TEXUS-32 | DASA                                            | Suborbital                                                | Investigació de microgravetat             | 5 de maig                                              | Reeixit                                                |
| 5 de maig 04:15      | Apogeu: 235 km |                                                 |                                                           |                                           |                                                        |                                                        |
| 9 de maig 02:47      | Estats Units - Scout-G1 | Estats Units - Scout-G1                         | Estats Units - Vandenberg SLC-5                           | Estats Units - Vandenberg SLC-5           | Estats Units                                           | Estats Units                                           |
| 9 de maig 02:47      | Estats Units - MSTI-2 | Força Aèria dels Estats Units d'Amèrica/BMDO    | Terrestre baixa                                           | Desenvolupament de tecnologia             | 28 de novembre 1998                                    | Reeixit                                                |
| 9 de maig 02:47      | Vol final de la família de coets Scout |                                                 |                                                           |                                           |                                                        |                                                        |
| 17 de maig           | Estats Units - LGM-118A Peacekeeper | Estats Units - LGM-118A Peacekeeper             | Estats Units - Vandenberg LF-02                           | Estats Units - Vandenberg LF-02           | Estats Units - Força Aèria dels Estats Units d'Amèrica | Estats Units - Força Aèria dels Estats Units d'Amèrica |
| 17 de maig           | | Força Aèria dels Estats Units d'Amèrica         | Suborbital                                                | Prova de míssils                          | 17 de maig                                             | Reeixit                                                |
| 17 de maig           | Apogeu: 1000 km |                                                 |                                                           |                                           |                                                        |                                                        |
| 19 de maig 17:03     | Estats Units - Pegasus/HAPS | Estats Units - Pegasus/HAPS                     | Estats Units - Stargazer, Edwards                         | Estats Units - Stargazer, Edwards         | Estats Units - Orbital Sciences                        | Estats Units - Orbital Sciences                        |
| 19 de maig 17:03     | Estats Units - STEP-2 (SIDEX) | Força Aèria dels Estats Units d'Amèrica/STP     | Terrestre baixa                                           | Demostració tecnològica                   | En òrbita                                              | Error parcial de llançament                            |
| 19 de maig 17:03     | Situat en òrbita incorrecta causa d'un mal rendiment en el coet transportador |                                                 |                                                           |                                           |                                                        |                                                        |
| 20 de maig 02:01     | Rússia - Proton-K/DM-2 | Rússia - Proton-K/DM-2                          | Kazakhstan - Baikonur Site 81/23                          | Kazakhstan - Baikonur Site 81/23          | Rússia - VKS                                           | Rússia - VKS                                           |
| 20 de maig 02:01     | Rússia - Gorizont 30 | MOM                                             | Geosíncrona                                               | Comunicacions                             | En òrbita                                              | Operacional                                            |
| 22 de maig 04:30     | Rússia - Soiuz-U | Rússia - Soiuz-U                                | Kazakhstan - Baikonur Site 1/5                            | Kazakhstan - Baikonur Site 1/5            | Rússia - Roskosmos                                     | Rússia - Roskosmos                                     |
| 22 de maig 04:30     | Rússia - Progress M-23 | Roskosmos                                       | Terrestre baixa (Mir)                                     | Logística                                 | 2 de juliol 14:57                                      | Reeixit                                                |
| 22 de maig 04:30     | Rússia - VBK Raduga | Roskosmos                                       | Terrestre baixa (Mir)                                     | Recull de mostres                         | 2 de juliol 15:09                                      | Reeixit                                                |
| 25 de maig 10:15     | Ucraïna - Tsyklon-3 | Ucraïna - Tsyklon-3                             | Rússia - Plesetsk Site 32/2                               | Rússia - Plesetsk Site 32/2               | Rússia - VKS                                           | Rússia - VKS                                           |
| 25 de maig 10:15     | Rússia - Tselina | MO RF                                           | Destinat: Terrestre baixa                                 | SIGINT                                    | 25 de maig                                             | Error de llançament                                    |
| 25 de maig 10:15     | Un error de programari va impedir la separació de la 2/3 etapa |                                                 |                                                           |                                           |                                                        |                                                        |
| 26 de maig           | Estats Units - UGM-133 Trident II | Estats Units - UGM-133 Trident II               | Regne Unit - HMS Vanguard, Eastern Range                  | Regne Unit - HMS Vanguard, Eastern Range  | Regne Unit - Royal Navy                                | Regne Unit - Royal Navy                                |
| 26 de maig           | Regne Unit - DASO-1 | Royal Navy                                      | Suborbital                                                | Prova de míssils                          | 26 de maig                                             | Reeixit                                                |
| 26 de maig           | Apogeu: 1000 km |                                                 |                                                           |                                           |                                                        |                                                        |
| Juny                 | |                                                 |                                                           |                                           |                                                        |                                                        |
| 4 de juny            | Índia - Prithvi | Índia - Prithvi                                 | Índia - Balasore                                          | Índia - Balasore                          | Índia - DRDO                                           | Índia - DRDO                                           |
| 4 de juny            | Índia | DRDO                                            | Suborbital                                                | Prova de míssils                          | 4 de juny                                              | Reeixit                                                |
| 4 de juny            | Apogeu: 100 km |                                                 |                                                           |                                           |                                                        |                                                        |
| 6 de juny            | Índia - Prithvi | Índia - Prithvi                                 | Índia - Balasore                                          | Índia - Balasore                          | DRDO                                                   | DRDO                                                   |
| 6 de juny            | Índia | DRDO                                            | Suborbital                                                | Prova de míssils                          | 6 de juny                                              | Reeixit                                                |
| 6 de juny            | Apogeu: 100 km |                                                 |                                                           |                                           |                                                        |                                                        |
| 7 de juny 07:20      | Rússia - Soiuz-U | Rússia - Soiuz-U                                | Rússia - Plesetsk Site 16/2                               | Rússia - Plesetsk Site 16/2               | Rússia - VKS                                           | Rússia - VKS                                           |
| 7 de juny 07:20      | Rússia - Kosmos 2281 (Zenit-8/Obilik) | MOM                                             | Terrestre baixa                                           | Reconeixement                             | 29 de juliol                                           | Reeixit                                                |
| 8 de juny            | Estats Units - LGM-30G Minuteman III | Estats Units - LGM-30G Minuteman III            | Estats Units - Vandenberg LF-04                           | Estats Units - Vandenberg LF-04           | Estats Units - Força Aèria dels Estats Units d'Amèrica | Estats Units - Força Aèria dels Estats Units d'Amèrica |
| 8 de juny            | Estats Units - GT-155GM | Força Aèria dels Estats Units d'Amèrica         | Suborbital                                                | Prova de míssils                          | 8 de juny                                              | Reeixit                                                |
| 8 de juny            | Apogeu: 1300 km |                                                 |                                                           |                                           |                                                        |                                                        |
| 14 de juny 16:05     | Rússia - Soiuz-U | Rússia - Soiuz-U                                | Rússia - Plesetsk Site 43/3                               | Rússia - Plesetsk Site 43/3               | Rússia - VKS                                           | Rússia - VKS                                           |
| 14 de juny 16:05     | Rússia - Foton 9 | Roskosmos                                       | Terrestre baixa                                           | Investigació de microgravetat             | 2 de juliol                                            | Reeixit                                                |
| 17 de juny 07:07     | Europa - Ariane 4 (44LP) | Europa - Ariane 4 (44LP)                        | França - Kourou ELA-2                                     | França - Kourou ELA-2                     | França - Arianespace                                   | França - Arianespace                                   |
| 17 de juny 07:07     | Nacions Unides - Intelsat 702 | Intelsat                                        | Geosíncrona                                               | Comunicacions                             | En òrbita                                              | Reeixit                                                |
| 17 de juny 07:07     | Regne Unit - STRV-1A | DRA                                             | Transferència Geosíncrona                                 | Desenvolupament de tecnologia             | En òrbita                                              | Reeixit                                                |
| 17 de juny 07:07     | Regne Unit - STRV-1B | DRA                                             | Transferència Geosíncrona                                 | Desenvolupament de tecnologia             | En òrbita                                              | Reeixit                                                |
| 20 de juny 03:00     | Estats Units - UGM-133 Trident II | Estats Units - UGM-133 Trident II               | Regne Unit - HMS Vanguard, Eastern Range                  | Regne Unit - HMS Vanguard, Eastern Range  | Regne Unit - Royal Navy                                | Regne Unit - Royal Navy                                |
| 20 de juny 03:00     | Regne Unit - DASO-2 | Royal Navy                                      | Suborbital                                                | Prova de míssils                          | 20 de juny                                             | Reeixit                                                |
| 20 de juny 03:00     | Apogeu: 1000 km |                                                 |                                                           |                                           |                                                        |                                                        |
| 22 de juny 02:20     | Estats Units - Nike Orion | Estats Units - Nike Orion                       | Estats Units - Wallops Island                             | Estats Units - Wallops Island             | Estats Units - NASA                                    | Estats Units - NASA                                    |
| 22 de juny 02:20     | Estats Units | NASA                                            | Suborbital                                                | Plasma                                    | 22 de juny                                             | Reeixit                                                |
| 22 de juny 02:20     | Apogeu: 140 km |                                                 |                                                           |                                           |                                                        |                                                        |
| 22 de juny 08:22     | Rússia - RT-2PM Topol | Rússia - RT-2PM Topol                           | Rússia - Plesetsk                                         | Rússia - Plesetsk                         | Rússia - RVSN                                          | Rússia - RVSN                                          |
| 22 de juny 08:22     | Rússia | RVSN                                            | Suborbital                                                | Prova de míssils                          | 22 de juny                                             | Reeixit                                                |
| 22 de juny 08:22     | Apogeu: 1000 km |                                                 |                                                           |                                           |                                                        |                                                        |
| 24 de juny 13:50     | Estats Units - Atlas I | Estats Units - Atlas I                          | Estats Units - Cape Canaveral LC-36B                      | Estats Units - Cape Canaveral LC-36B      | Estats Units                                           | Estats Units                                           |
| 24 de juny 13:50     | Estats Units - USA-104 (UHF F/O 3) | Marina dels Estats Units d'Amèrica              | Geosíncrona                                               | Comunicacions                             | En òrbita                                              | Operacional                                            |
| 27 de juny 21:15     | Estats Units - Pegasus-XL | Estats Units - Pegasus-XL                       | Estats UnitsStargazer, Vandenberg                         | Estats UnitsStargazer, Vandenberg         | Estats Units - Orbital Sciences                        | Estats Units - Orbital Sciences                        |
| 27 de juny 21:15     | Estats Units - STEP-1 | Força Aèria dels Estats Units d'Amèrica/STP     | Destinat: Terrestre baixa                                 | Desenvolupament de tecnologia             | 27 de juny                                             | Error de llançament                                    |
| 27 de juny 21:15     | Vol inaugural del Pegasus-XL |                                                 |                                                           |                                           |                                                        |                                                        |
| 27 de juny 07:40     | Estats Units - Taurus-Orion | Estats Units - Taurus-Orion                     | Estats Units - Poker Flat                                 | Estats Units - Poker Flat                 | Estats Units - NASA                                    | Estats Units - NASA                                    |
| 27 de juny 07:40     | Estats Units | NASA                                            | Suborbital                                                | Plasma                                    | 27 de juny                                             | Reeixit                                                |
| 27 de juny 07:40     | Apogeu: 200 km |                                                 |                                                           |                                           |                                                        |                                                        |
| Juliol               | |                                                 |                                                           |                                           |                                                        |                                                        |
| 1 de juliol 12:24    | Rússia - Soiuz-U2 | Rússia - Soiuz-U2                               | Kazakhstan - Baikonur Site 1/5                            | Kazakhstan - Baikonur Site 1/5            | Rússia - Roskosmos                                     | Rússia - Roskosmos                                     |
| 1 de juliol 12:24    | Rússia - Soiuz TM-19 | Roskosmos                                       | Terrestre baixa (Mir)                                     | Mir EO-16                                 | 4 de novembre                                          | Reeixit                                                |
| 1 de juliol 12:24    | Vol orbital tripulat amb dos cosmonautes |                                                 |                                                           |                                           |                                                        |                                                        |
| 3 de juliol 08:00    | Xina - Llarga Marxa 2D | Xina - Llarga Marxa 2D                          | Xina - Jiuquan LA-2B                                      | Xina - Jiuquan LA-2B                      | Xina - CASC                                            | Xina - CASC                                            |
| 3 de juliol 08:00    | Xina - FSW-2 | CASC                                            | Terrestre baixa                                           | Reconeixement                             | 18 de juliol                                           | Reeixit                                                |
| 6 de juliol 23:58    | Rússia - Proton-K/DM-2 | Rússia - Proton-K/DM-2                          | Kazakhstan - Baikonur Site 81/23                          | Kazakhstan - Baikonur Site 81/23          | Rússia - VKS                                           | Rússia - VKS                                           |
| 6 de juliol 23:58    | Rússia - Kosmos 2282 (Prognoz) | MOM                                             | Actual: Cementiri Operacional: Geosíncrona                | Defensa de míssils                        | En òrbita                                              | Unclear                                                |
| 6 de juliol 23:58    | Retirat del servei l'1 d'octubre de 1995 |                                                 |                                                           |                                           |                                                        |                                                        |
| 6 de juliol          | Estats Units - LGM-30G Minuteman III | Estats Units - LGM-30G Minuteman III            | Estats Units - Vandenberg LF-09                           | Estats Units - Vandenberg LF-09           | Estats Units - Força Aèria dels Estats Units d'Amèrica | Estats Units - Força Aèria dels Estats Units d'Amèrica |
| 6 de juliol          | Estats Units - GT-156GM | Força Aèria dels Estats Units d'Amèrica         | Suborbital                                                | Prova de míssils                          | 6 de juliol                                            | Reeixit                                                |
| 6 de juliol          | Apogeu: 1300 km |                                                 |                                                           |                                           |                                                        |                                                        |
| 8 de juliol 16:43    | Estats Units - Transbordador Espacial Columbia | Estats Units - Transbordador Espacial Columbia  | Estats Units - Kennedy LC-39A                             | Estats Units - Kennedy LC-39A             | Estats Units - United Space Alliance                   | Estats Units - United Space Alliance                   |
| 8 de juliol 16:43    | Estats Units - STS-65 | NASA                                            | Terrestre baixa                                           | Investigació de microgravetat             | 23 de juliol                                           | Reeixit                                                |
| 8 de juliol 16:43    | Estats Units - Spacelab Long Module 1 | NASA                                            | Terrestre baixa (Columbia)                                | Spacelab IML-2                            | 23 de juliol                                           | Reeixit                                                |
| 8 de juliol 16:43    | Estats Units - EDO Pallet | NASA                                            | Terrestre baixa (Columbia)                                | Missió d'extensió de la paleta criogènica | 23 de juliol                                           | Reeixit                                                |
| 8 de juliol 16:43    | Vol orbital tripulat amb set astronautes |                                                 |                                                           |                                           |                                                        |                                                        |
| 8 de juliol 23:05    | Europa - Ariane 4 (44L) | Europa - Ariane 4 (44L)                         | França - Kourou ELA-2                                     | França - Kourou ELA-2                     | França - Arianespace                                   | França - Arianespace                                   |
| 8 de juliol 23:05    | Estats Units - PanAmSat-2 | PanAmSat                                        | Geosíncrona                                               | Comunicacions                             | En òrbita                                              | Operacional                                            |
| 8 de juliol 23:05    | Japó - Iuri-3N | NHK                                             | Geosíncrona                                               | Comunicacions                             | En òrbita                                              | Operacional                                            |
| 8 de juliol          | Estats Units - MGM-29 Sergeant | Estats Units - MGM-29 Sergeant                  | Estats Units - Wallops Island                             | Estats Units - Wallops Island             | Estats Units - BMDO                                    | Estats Units - BMDO                                    |
| 8 de juliol          | Estats Units - MSTI-2 | BMDO                                            | Suborbital                                                | Objectiu                                  | 8 de juliol                                            | Reeixit                                                |
| 8 de juliol          | Apogeu: 100 km |                                                 |                                                           |                                           |                                                        |                                                        |
| 14 de juliol 05:13   | Rússia - Kosmos-3M | Rússia - Kosmos-3M                              | Rússia - Plesetsk Site 133/3                              | Rússia - Plesetsk Site 133/3              | Rússia - VKS                                           | Rússia - VKS                                           |
| 14 de juliol 05:13   | Rússia - Nadezhda-4 | MO RF                                           | Terrestre baixa                                           | Navegació/SAR                             | En òrbita                                              | Operacional                                            |
| 16 de juliol 00:23   | Estats Units - Nike Orion | Estats Units - Nike Orion                       | Estats Units - Wallops Island                             | Estats Units - Wallops Island             | Estats Units - NASA                                    | Estats Units - NASA                                    |
| 16 de juliol 00:23   | Estats Units | NASA                                            | Suborbital                                                | Ionosfèric                                | 16 de juliol                                           | Reeixit                                                |
| 16 de juliol 00:23   | Apogeu: 140 km |                                                 |                                                           |                                           |                                                        |                                                        |
| 20 de juliol 05:53   | Canadà - Black Brant IX | Canadà - Black Brant IX                         | Estats Units - White Sands LC-36                          | Estats Units - White Sands LC-36          | Estats Units - NASA                                    | Estats Units - NASA                                    |
| 20 de juliol 05:53   | Estats Units | NASA                                            | Suborbital                                                | Aeronomia                                 | 20 de juliol                                           | Reeixit                                                |
| 20 de juliol 05:53   | Apogeu: 163 km |                                                 |                                                           |                                           |                                                        |                                                        |
| 20 de juliol 17:35   | Rússia - Soiuz-U | Rússia - Soiuz-U                                | Rússia - Plesetsk Site 43/4                               | Rússia - Plesetsk Site 43/4               | Rússia - VKS                                           | Rússia - VKS                                           |
| 20 de juliol 17:35   | Rússia - Kosmos 2283 (Yantar) | MOM                                             | Terrestre baixa                                           | Reconeixement                             | 29 de setembre                                         | Reeixit                                                |
| 21 de juliol 10:55   | Xina - Llarga Marxa 3 | Xina - Llarga Marxa 3                           | Xina - Xichang LC-1                                       | Xina - Xichang LC-1                       | Xina - CASC                                            | Xina - CASC                                            |
| 21 de juliol 10:55   | Xina - Apstar 1 | APT                                             | Geosíncrona                                               | Comunicacions                             | En òrbita                                              | Operacional                                            |
| 22 de juliol         | Estats Units - STARS | Estats Units - STARS                            | Estats Units - Barking Sands                              | Estats Units - Barking Sands              | Estats Units - Força Aèria dels Estats Units d'Amèrica | Estats Units - Força Aèria dels Estats Units d'Amèrica |
| 22 de juliol         | Estats Units - ODES | Força Aèria dels Estats Units d'Amèrica         | Suborbital                                                | Objectiu                                  | 22 de juliol                                           | Reeixit                                                |
| 22 de juliol         | Apogeu: 1000 km |                                                 |                                                           |                                           |                                                        |                                                        |
| 28 de juliol 22:39   | Estats Units - Nike Orion | Estats Units - Nike Orion                       | Noruega - Andøya                                          | Noruega - Andøya                          | Alemanya - DLR                                         | Alemanya - DLR                                         |
| 28 de juliol 22:39   | Alemanya - Echo 94 F-102 DUSTY | DLR                                             | Suborbital                                                | Ionosfèric                                | 28 de juliol                                           | Reeixit                                                |
| 28 de juliol 22:39   | Apogeu: 140 km |                                                 |                                                           |                                           |                                                        |                                                        |
| 29 de juliol 09:30   | Rússia - Soiuz-U | Rússia - Soiuz-U                                | Kazakhstan - Baikonur Site 31/6                           | Kazakhstan - Baikonur Site 31/6           | Rússia - VKS                                           | Rússia - VKS                                           |
| 29 de juliol 09:30   | Rússia - Kosmos 2284 (Yantar) | MOM                                             | Terrestre baixa                                           | Reconeixement                             | 11 de setembre                                         | Reeixit                                                |
| 31 de juliol 00:50   | Estats Units - Nike Orion | Estats Units - Nike Orion                       | Noruega - Andøya                                          | Noruega - Andøya                          | Alemanya - DLR                                         | Alemanya - DLR                                         |
| 31 de juliol 00:50   | Alemanya - Echo 94 F-103 DUSTY | DLR                                             | Suborbital                                                | Ionosfèric                                | 31 de juliol                                           | Reeixit                                                |
| 31 de juliol 00:50   | Apogeu: 140 km |                                                 |                                                           |                                           |                                                        |                                                        |
| Agost                | |                                                 |                                                           |                                           |                                                        |                                                        |
| 2 d'agost 20:00      | Rússia - Kosmos-3M | Rússia - Kosmos-3M                              | Rússia - Plesetsk Site 132/1                              | Rússia - Plesetsk Site 132/1              | Rússia - VKS                                           | Rússia - VKS                                           |
| 2 d'agost 20:00      | Rússia - Kosmos 2285 (Taifun) | MO RF                                           | Terrestre baixa                                           | Calibratge de radar                       | En òrbita                                              | Reeixit                                                |
| 3 d'agost 14:38      | Estats Units - Pegasus | Estats Units - Pegasus                          | Estats UnitsStargazer, Edwards                            | Estats UnitsStargazer, Edwards            | Estats Units - Orbital Sciences                        | Estats Units - Orbital Sciences                        |
| 3 d'agost 14:38      | Estats Units - P90-6 APEX | Força Aèria dels Estats Units d'Amèrica/STP     | Terrestre baixa                                           | Desenvolupament de tecnologia             | En òrbita                                              | Reeixit                                                |
| 3 d'agost 23:57      | Estats Units - Atlas IIA | Estats Units - Atlas IIA                        | Estats Units - Cape Canaveral LC-36A                      | Estats Units - Cape Canaveral LC-36A      | Estats Units - Lockheed Martin                         | Estats Units - Lockheed Martin                         |
| 3 d'agost 23:57      | Estats Units - DirecTV-2 | DirecTV                                         | Actual: Cementiri Operacional: Geosíncrona                | Comunicacions                             | En òrbita                                              | Reeixit                                                |
| 3 d'agost 23:57      | Retirat el 16 d'abril de 2007 i mogut a òrbita cementiri el maig de 2007 |                                                 |                                                           |                                           |                                                        |                                                        |
| 5 d'agost 01:12      | Rússia - Molniya-M | Rússia - Molniya-M                              | Rússia - Plesetsk Site 16/2                               | Rússia - Plesetsk Site 16/2               | Rússia - VKS                                           | Rússia - VKS                                           |
| 5 d'agost 01:12      | Rússia - Kosmos 2286 (Oko) | MOM                                             | Molnia                                                    | Defensa de míssils                        | En òrbita                                              | Operacional                                            |
| 8 d'agost            | Estats Units - MGM-29 Sergeant | Estats Units - MGM-29 Sergeant                  | Estats Units - Wallops Island                             | Estats Units - Wallops Island             | Estats Units - Marina dels Estats Units d'Amèrica      | Estats Units - Marina dels Estats Units d'Amèrica      |
| 8 d'agost            | Estats Units - CEC | Marina dels Estats Units d'Amèrica              | Suborbital                                                | Objectiu                                  | 8 d'agost                                              | Reeixit                                                |
| 8 d'agost            | Apogeu: 100 km |                                                 |                                                           |                                           |                                                        |                                                        |
| 10 d'agost 23:05     | Europa - Ariane 4 (44LP) | Europa - Ariane 4 (44LP)                        | França - Kourou ELA-2                                     | França - Kourou ELA-2                     | França - Arianespace                                   | França - Arianespace                                   |
| 10 d'agost 23:05     | Brasil - Brasilsat B1 (Star One B1) | Brasilsat                                       | Geosíncrona                                               | Comunicacions                             | En òrbita                                              | Operacional                                            |
| 10 d'agost 23:05     | Turquia - Turksat 1B | Turksat                                         | Actual: Cementiri Operacional: Geosíncrona                | Comunicacions                             | En òrbita                                              | Reeixit                                                |
| 11 d'agost 15:27     | Rússia - Proton-K/DM-2 | Rússia - Proton-K/DM-2                          | Kazakhstan - Baikonur Site 81/23                          | Kazakhstan - Baikonur Site 81/23          | Rússia - VKS                                           | Rússia - VKS                                           |
| 11 d'agost 15:27     | Rússia - Kosmos 2287 (GLONASS) | MOM                                             | Terrestre Mitjana                                         | Navegació                                 | En òrbita                                              | Reeixit                                                |
| 11 d'agost 15:27     | Rússia - Kosmos 2288 (GLONASS) | MOM                                             | Terrestre Mitjana                                         | Navegació                                 | En òrbita                                              | Reeixit                                                |
| 11 d'agost 15:27     | Rússia - Kosmos 2289 (GLONASS) | MOM                                             | Terrestre Mitjana                                         | Navegació                                 | En òrbita                                              | Reeixit                                                |
| 12 d'agost 00:53     | Estats Units - Nike Orion | Estats Units - Nike Orion                       | Noruega - Andøya                                          | Noruega - Andøya                          | Alemanya - DLR                                         | Alemanya - DLR                                         |
| 12 d'agost 00:53     | Alemanya - Echo 94 F-101 CONE | DLR                                             | Suborbital                                                | Ionosfèric                                | 12 d'agost                                             | Reeixit                                                |
| 12 d'agost 00:53     | Apogeu: 140 km |                                                 |                                                           |                                           |                                                        |                                                        |
| 16 d'agost 03:25     | Canadà - Black Brant IX | Canadà - Black Brant IX                         | Estats Units - White Sands LC-36                          | Estats Units - White Sands LC-36          | Estats Units - NASA                                    | Estats Units - NASA                                    |
| 16 d'agost 03:25     | Estats Units | NASA                                            | Suborbital                                                | Aeronomia                                 | 16 d'agost                                             | Reeixit                                                |
| 16 d'agost 03:25     | Apogeu: 300 km |                                                 |                                                           |                                           |                                                        |                                                        |
| 18 d'agost           | Estats Units - MGM-29 Sergeant | Estats Units - MGM-29 Sergeant                  | Estats Units - Wallops Island                             | Estats Units - Wallops Island             | Estats Units - BMDO                                    | Estats Units - BMDO                                    |
| 18 d'agost           | Estats Units - JTF-95 MSTI | BMDO                                            | Suborbital                                                | Objectiu                                  | 18 d'agost                                             | Reeixit                                                |
| 18 d'agost           | Apogeu: 100 km |                                                 |                                                           |                                           |                                                        |                                                        |
| 19 d'agost 15:08     | Estats Units - Nike Orion | Estats Units - Nike Orion                       | Brasil - Alcântara                                        | Brasil - Alcântara                        | Estats Units - NASA                                    | Estats Units - NASA                                    |
| 19 d'agost 15:08     | Estats Units - MALTED/CADRE | NASA                                            | Suborbital                                                | Ionosfèric                                | 19 d'agost                                             | Reeixit                                                |
| 19 d'agost 15:08     | Apogeu: 140 km |                                                 |                                                           |                                           |                                                        |                                                        |
| 20 d'agost 02:18     | Estats Units - Nike Orion | Estats Units - Nike Orion                       | Brasil - Alcântara                                        | Brasil - Alcântara                        | Estats Units - NASA                                    | Estats Units - NASA                                    |
| 20 d'agost 02:18     | Estats Units - MALTED/CADRE | NASA                                            | Suborbital                                                | Ionosfèric                                | 20 d'agost                                             | Reeixit                                                |
| 20 d'agost 02:18     | Apogeu: 140 km |                                                 |                                                           |                                           |                                                        |                                                        |
| 23 d'agost 14:30     | Rússia - Molniya-M | Rússia - Molniya-M                              | Rússia - Plesetsk Site 43/4                               | Rússia - Plesetsk Site 43/4               | Rússia - VKS                                           | Rússia - VKS                                           |
| 23 d'agost 14:30     | Rússia - Molniya 3-46 | MOM                                             | Molnia                                                    | Comunicacions                             | En òrbita                                              | Operacional                                            |
| 24 d'agost 13:45     | Estats Units - Nike Orion | Estats Units - Nike Orion                       | Brasil - Alcântara                                        | Brasil - Alcântara                        | Estats Units - NASA                                    | Estats Units - NASA                                    |
| 24 d'agost 13:45     | Estats Units - MALTED/CADRE | NASA                                            | Suborbital                                                | Ionosfèric                                | 24 d'agost                                             | Reeixit                                                |
| 24 d'agost 13:45     | Apogeu: 140 km |                                                 |                                                           |                                           |                                                        |                                                        |
| 25 d'agost 01:43     | Estats Units - Nike Orion | Estats Units - Nike Orion                       | Brasil - Alcântara                                        | Brasil - Alcântara                        | Estats Units - NASA                                    | Estats Units - NASA                                    |
| 25 d'agost 01:43     | Estats Units - MALTED/CADRE | NASA                                            | Suborbital                                                | Ionosfèric                                | 25 d'agost                                             | Reeixit                                                |
| 25 d'agost 01:43     | Apogeu: 140 km |                                                 |                                                           |                                           |                                                        |                                                        |
| 25 d'agost 14:25     | Rússia - Soiuz-U | Rússia - Soiuz-U                                | Kazakhstan - Baikonur Site 1/5                            | Kazakhstan - Baikonur Site 1/5            | Rússia - VKS                                           | Rússia - VKS                                           |
| 25 d'agost 14:25     | Rússia - Progress M-24 | Roskosmos                                       | Terrestre baixa (Mir)                                     | Logística                                 | 4 d'octubre 22:41:48                                   | Reeixit                                                |
| 25 d'agost 14:25     | Problemes menors en l'acoblament, col·lisió a baixa velocitat amb la Mir |                                                 |                                                           |                                           |                                                        |                                                        |
| 26 d'agost 12:00     | Ucraïna - Zenit-2 | Ucraïna - Zenit-2                               | Kazakhstan - Baikonur Site 45/1                           | Kazakhstan - Baikonur Site 45/1           | Rússia - VKS                                           | Rússia - VKS                                           |
| 26 d'agost 12:00     | Rússia - Kosmos 2290 (Ortlets) | MO RF                                           | Terrestre baixa                                           | Reconeixement                             | 4 d'abril 1995                                         | Reeixit                                                |
| 27 d'agost 08:58     | Estats Units - Titan IVA (401)/Centaur | Estats Units - Titan IVA (401)/Centaur          | Estats Units - Cape Canaveral LC-41                       | Estats Units - Cape Canaveral LC-41       | Estats Units                                           | Estats Units                                           |
| 27 d'agost 08:58     | Estats Units - USA-105 (Mercury) | NRO                                             | Geosíncrona                                               | ELINT                                     | En òrbita                                              | Operacional                                            |
| 27 d'agost 23:10     | Xina - Llarga Marxa 2E | Xina - Llarga Marxa 2E                          | Xina - Xichang LC-2                                       | Xina - Xichang LC-2                       | Xina - CASC                                            | Xina - CASC                                            |
| 27 d'agost 23:10     | Austràlia - Optus B3 | Optus                                           | Geosíncrona                                               | Comunicacions                             | En òrbita                                              | Operacional                                            |
| 28 d'agost 07:50     | Japó - H-II | Japó - H-II                                     | Japó - Tanegashima LA-Y                                   | Japó - Tanegashima LA-Y                   | Japó - Mitsubishi Heavy Industries                     | Japó - Mitsubishi Heavy Industries                     |
| 28 d'agost 07:50     | Japó - Kiku 6 (ETS-6) | NASDA                                           | Destinat: Geosíncrona Actual: Transferència geosíncrona   | Desenvolupament de tecnologia             | En òrbita                                              | Error parcial de llançament                            |
| 28 d'agost 07:50     | El motor d'apogeu va fallar en encendre's, alguns experiments es van realitzar amb èxit |                                                 |                                                           |                                           |                                                        |                                                        |
| 29 d'agost 17:38     | Estats Units - Atlas E | Estats Units - Atlas E                          | Estats Units - Vandenberg SLC-3W                          | Estats Units - Vandenberg SLC-3W          | Estats Units                                           | Estats Units                                           |
| 29 d'agost 17:38     | Estats Units - USA-106 (DMSP-5D1-F12) | Força Aèria dels Estats Units d'Amèrica         | Terrestre baixa                                           | Weather                                   | En òrbita                                              | Operacional                                            |
| Setembre             | |                                                 |                                                           |                                           |                                                        |                                                        |
| 7 de setembre 14:41  | Estats Units - LGM-118 Peacekeeper | Estats Units - LGM-118 Peacekeeper              | Estats Units - Vandenberg LF-05                           | Estats Units - Vandenberg LF-05           | Estats Units - Força Aèria dels Estats Units d'Amèrica | Estats Units - Força Aèria dels Estats Units d'Amèrica |
| 7 de setembre 14:41  | | Força Aèria dels Estats Units d'Amèrica         | Suborbital                                                | Prova de míssils                          | 7 de setembre                                          | Reeixit                                                |
| 7 de setembre 14:41  | Apogeu: 1000 km |                                                 |                                                           |                                           |                                                        |                                                        |
| 9 de setembre 00:29  | Europa - Ariane 4 (42L) | Europa - Ariane 4 (42L)                         | França - Kourou ELA-2                                     | França - Kourou ELA-2                     | França - Arianespace                                   | França - Arianespace                                   |
| 9 de setembre 00:29  | Estats Units - Telstar 402 | AT&T Skynet                                     | Planificat: Geosíncrona Actual: Transferència geosíncrona | Comunicacions                             | 14 de novembre 2004                                    | Satellite failure                                      |
| 9 de setembre 00:29  | Va explotar el satèl·lit durant la pressurització del sistema propulsor |                                                 |                                                           |                                           |                                                        |                                                        |
| 9 de setembre 13:33  | Canadà - Black Brant VC | Canadà - Black Brant VC                         | Brasil - Alcântara                                        | Brasil - Alcântara                        | Estats Units - NASA                                    | Estats Units - NASA                                    |
| 9 de setembre 13:33  | Estats Units | NASA                                            | Suborbital                                                | Ionosfèric                                | 9 de setembre                                          | Reeixit                                                |
| 9 de setembre 13:33  | Apogeu: 250 km |                                                 |                                                           |                                           |                                                        |                                                        |
| 9 de setembre 22:22  | Estats Units - Transbordador Espacial Discovery | Estats Units - Transbordador Espacial Discovery | Estats Units - Kennedy LC-39B                             | Estats Units - Kennedy LC-39B             | Estats Units - United Space Alliance                   | Estats Units - United Space Alliance                   |
| 9 de setembre 22:22  | Estats Units - STS-64 | NASA                                            | Terrestre baixa                                           | Experiments de microgravetat              | 20 de setembre 21:11                                   |                                                        |
| 9 de setembre 22:22  | Estats Units - SPARTAN-201 | NASA                                            | Terrestre baixa                                           | Astronomia                                | 20 de setembre 21:11                                   |                                                        |
| 9 de setembre 22:22  | Vol orbital tripulat amb sis astronautes;El SPARTAN va ser desplegat des del Discovery el 13 de setembre i va ser recuperat el 15 de setembre                                                                                     |                                                 |                                                           |                                           |                                                        |                                                        |
| 12 de setembre 15:34 | Estats Units - Nike Orion | Estats Units - Nike Orion                       | Estats Units - White Sands                                | Estats Units - White Sands                | Estats Units - NASA                                    | Estats Units - NASA                                    |
| 12 de setembre 15:34 | Estats Units - CWAS-35 | NASA                                            | Suborbital                                                | Aeronomia                                 | 12 de setembre                                         | Reeixit                                                |
| 12 de setembre 15:34 | Apogeu: 140 km |                                                 |                                                           |                                           |                                                        |                                                        |
| 15 de setembre 15:00 | Estats Units - Nike Orion | Estats Units - Nike Orion                       | Estats Units - White Sands                                | Estats Units - White Sands                | Estats Units - NASA                                    | Estats Units - NASA                                    |
| 15 de setembre 15:00 | Estats Units - CWAS-36 | NASA                                            | Suborbital                                                | Aeronomia                                 | 15 de setembre                                         | Reeixit                                                |
| 15 de setembre 15:00 | Apogeu: 140 km |                                                 |                                                           |                                           |                                                        |                                                        |
| 15 de setembre       | Israel - Jericho II | Israel - Jericho II                             | Israel - Palmachim                                        | Israel - Palmachim                        | Israel - ISA                                           | Israel - ISA                                           |
| 15 de setembre       | | ISA                                             | Suborbital                                                | Prova de míssils                          | 15 de setembre                                         | Error                                                  |
| 15 de setembre       | Apogeu: 300 km |                                                 |                                                           |                                           |                                                        |                                                        |
| 16 de setembre 04:00 | Japó - ST-735 | Japó - ST-735                                   | Japó - Kagoshima                                          | Japó - Kagoshima                          | Japó - ISAS                                            | Japó - ISAS                                            |
| 16 de setembre 04:00 | Japó - FIH | ISAS                                            | Suborbital                                                | Prova de coet                             | 16 de setembre                                         | Reeixit                                                |
| 16 de setembre 04:00 | Apogeu: 118 km |                                                 |                                                           |                                           |                                                        |                                                        |
| 21 de setembre 13:56 | Canadà - Black Brant VC | Canadà - Black Brant VC                         | Brasil - Alcântara                                        | Brasil - Alcântara                        | Estats Units - NASA                                    | Estats Units - NASA                                    |
| 21 de setembre 13:56 | Estats Units | NASA                                            | Suborbital                                                | Ionosfèric                                | 21 de setembre                                         | Reeixit                                                |
| 21 de setembre 13:56 | Apogeu: 250 km |                                                 |                                                           |                                           |                                                        |                                                        |
| 21 de setembre 17:53 | Rússia - Proton-K/DM-2 | Rússia - Proton-K/DM-2                          | Kazakhstan - Baikonur Site 200/39                         | Kazakhstan - Baikonur Site 200/39         | Rússia - VKS                                           | Rússia - VKS                                           |
| 21 de setembre 17:53 | Rússia - Kosmos 2291 (Potok) | MOM                                             | Geosíncrona                                               | Comunicacions                             | En òrbita                                              | Operacional                                            |
| 23 de setembre 15:15 | Rússia - RT-2PM Topol | Rússia - RT-2PM Topol                           | Rússia - Plesetsk                                         | Rússia - Plesetsk                         | Rússia - RVSN                                          | Rússia - RVSN                                          |
| 23 de setembre 15:15 | | RVSN                                            | Suborbital                                                | Prova de míssils                          | 23 de setembre                                         | Reeixit                                                |
| 23 de setembre 15:15 | Apogeu: 1000 km |                                                 |                                                           |                                           |                                                        |                                                        |
| 23 de setembre 21:15 | Estats Units - Nike Tomahawk | Estats Units - Nike Tomahawk                    | Brasil - Alcântara                                        | Brasil - Alcântara                        | Estats Units - NASA                                    | Estats Units - NASA                                    |
| 23 de setembre 21:15 | Estats Units | NASA                                            | Suborbital                                                | Ionosfèric                                | 23 de setembre                                         | Reeixit                                                |
| 23 de setembre 21:15 | Apogeu: 270 km |                                                 |                                                           |                                           |                                                        |                                                        |
| 23 de setembre 21:17 | Estats Units - Nike Tomahawk | Estats Units - Nike Tomahawk                    | Brasil - Alcântara                                        | Brasil - Alcântara                        | Estats Units - NASA                                    | Estats Units - NASA                                    |
| 23 de setembre 21:17 | Estats Units | NASA                                            | Suborbital                                                | Ionosfèric                                | 23 de setembre                                         | Reeixit                                                |
| 23 de setembre 21:17 | Apogeu: 270 km |                                                 |                                                           |                                           |                                                        |                                                        |
| 24 de setembre 21:15 | Estats Units - Nike Tomahawk | Estats Units - Nike Tomahawk                    | Brasil - Alcântara                                        | Brasil - Alcântara                        | Estats Units - NASA                                    | Estats Units - NASA                                    |
| 24 de setembre 21:15 | Estats Units | NASA                                            | Suborbital                                                | Ionosfèric                                | 24 de setembre                                         | Reeixit                                                |
| 24 de setembre 21:15 | Apogeu: 270 km |                                                 |                                                           |                                           |                                                        |                                                        |
| 24 de setembre 21:17 | Estats Units - Nike Tomahawk | Estats Units - Nike Tomahawk                    | Brasil - Alcântara                                        | Brasil - Alcântara                        | Estats Units - NASA                                    | Estats Units - NASA                                    |
| 24 de setembre 21:17 | Estats Units | NASA                                            | Suborbital                                                | Ionosfèric                                | 24 de setembre                                         | Reeixit                                                |
| 24 de setembre 21:17 | Apogeu: 270 km |                                                 |                                                           |                                           |                                                        |                                                        |
| 27 de setembre 14:00 | Rússia - Kosmos-3M | Rússia - Kosmos-3M                              | Rússia - Plesetsk Site 132                                | Rússia - Plesetsk Site 132                | Rússia - VKS                                           | Rússia - VKS                                           |
| 27 de setembre 14:00 | Rússia - Kosmos 2292 (Taifun) | MO RF                                           | Terrestre baixa                                           | Calibratge de radar                       | En òrbita                                              | Reeixit                                                |
| 30 de setembre 11:16 | Estats Units - Transbordador Espacial Endeavour | Estats Units - Transbordador Espacial Endeavour | Estats Units - Kennedy LC-39A                             | Estats Units - Kennedy LC-39A             | Estats Units - United Space Alliance                   | Estats Units - United Space Alliance                   |
| 30 de setembre 11:16 | Estats Units - STS-68 | NASA                                            | Terrestre baixa                                           | Imatgeria per radar                       | 11 d'octubre 17:03                                     | Reeixit                                                |
| 30 de setembre 11:16 | Estats Units - Spacelab Pallet | NASA                                            | Terrestre baixa (Endeavour)                               | Spacelab SRL-2                            | 11 d'octubre 17:03                                     | Reeixit                                                |
| 30 de setembre 11:16 | Vol orbital tripulat amb sis astronautes |                                                 |                                                           |                                           |                                                        |                                                        |
| Octubre              | |                                                 |                                                           |                                           |                                                        |                                                        |
| 3 d'octubre 22:42    | Rússia - Soiuz-U2 | Rússia - Soiuz-U2                               | Kazakhstan - Baikonur Site 1/5                            | Kazakhstan - Baikonur Site 1/5            | Rússia - VKS                                           | Rússia - VKS                                           |
| 3 d'octubre 22:42    | Rússia - Soiuz TM-20 | Roskosmos                                       | Terrestre baixa (Mir)                                     | Mir EO-17                                 | 2 de març 1995                                         | Reeixit                                                |
| 3 d'octubre 22:42    | Vol orbital tripulat amb tres cosmonautes |                                                 |                                                           |                                           |                                                        |                                                        |
| 4 d'octubre 18:58    | Canadà - Black Brant IX | Canadà - Black Brant IX                         | Estats Units - White Sands LC-36                          | Estats Units - White Sands LC-36          | Estats Units - NASA                                    | Estats Units - NASA                                    |
| 4 d'octubre 18:58    | Estats Units - PIMS | NASA                                            | Suborbital                                                | Ionosfèric                                | 4 d'octubre                                            | Reeixit                                                |
| 4 d'octubre 18:58    | Apogeu: 300 km |                                                 |                                                           |                                           |                                                        |                                                        |
| 5 d'octubre 08:00    | Estats Units - LGM-30G Minuteman III | Estats Units - LGM-30G Minuteman III            | Estats Units - Vandenberg LF-04                           | Estats Units - Vandenberg LF-04           | Estats Units - Força Aèria dels Estats Units d'Amèrica | Estats Units - Força Aèria dels Estats Units d'Amèrica |
| 5 d'octubre 08:00    | Estats Units - GT-157GM | Força Aèria dels Estats Units d'Amèrica         | Suborbital                                                | Prova de míssils                          | 5 d'octubre                                            | Reeixit                                                |
| 5 d'octubre 08:00    | Apogeu: 1300 km |                                                 |                                                           |                                           |                                                        |                                                        |
| 6 d'octubre 06:35    | Estats Units - Atlas IIAS | Estats Units - Atlas IIAS                       | Estats Units - Cape Canaveral LC-36B                      | Estats Units - Cape Canaveral LC-36B      | Estats Units - Lockheed Martin                         | Estats Units - Lockheed Martin                         |
| 6 d'octubre 06:35    | Nacions Unides - Intelsat 703 | Intelsat                                        | Geosíncrona                                               | Comunicacions                             | En òrbita                                              | Operacional                                            |
| 6 d'octubre 13:22    | Canadà - Black Brant VC | Canadà - Black Brant VC                         | Brasil - Alcântara                                        | Brasil - Alcântara                        | Estats Units - NASA                                    | Estats Units - NASA                                    |
| 6 d'octubre 13:22    | Estats Units | NASA                                            | Suborbital                                                | Ionosfèric                                | 6 d'octubre                                            | Error                                                  |
| 6 d'octubre 13:22    | Apogeu: 250 km |                                                 |                                                           |                                           |                                                        |                                                        |
| 8 d'octubre 01:07    | Europa - Ariane 4 (44L) | Europa - Ariane 4 (44L)                         | França - Kourou ELA-2                                     | França - Kourou ELA-2                     | França - Arianespace                                   | França - Arianespace                                   |
| 8 d'octubre 01:07    | Mèxic - Solidaridad 2 | Tele Mex                                        | Geosíncrona                                               | Comunicacions                             | En òrbita                                              | Operacional                                            |
| 8 d'octubre 01:07    | Tailàndia - Thaicom 2 | Shinawat                                        | Geosíncrona                                               | Comunicacions                             | En òrbita                                              | Operacional                                            |
| 11 d'octubre 14:30   | Ucraïna - Tsyklon-3 | Ucraïna - Tsyklon-3                             | Rússia - Plesetsk Cosmodrome Site 32/2                    | Rússia - Plesetsk Cosmodrome Site 32/2    | Rússia - VKS                                           | Rússia - VKS                                           |
| 11 d'octubre 14:30   | Rússia - Okean-O1-7 | Roskosmos                                       | Terrestre baixa                                           | Oceanografia                              | En òrbita                                              | Reeixit                                                |
| 13 d'octubre 16:19   | Rússia - Proton-K/DM-2M | Rússia - Proton-K/DM-2M                         | Kazakhstan - Baikonur Site 200/39                         | Kazakhstan - Baikonur Site 200/39         | Rússia - VKS                                           | Rússia - VKS                                           |
| 13 d'octubre 16:19   | Rússia - Ekspress-1 | SCO                                             | Geosíncrona                                               | Comunicacions                             | En òrbita                                              | Reeixit                                                |
| 14 d'octubre 22:25   | Canadà - Black Brant X | Canadà - Black Brant X                          | Brasil - Alcântara                                        | Brasil - Alcântara                        | Estats Units - NASA                                    | Estats Units - NASA                                    |
| 14 d'octubre 22:25   | Estats Units - H.Alt Spread F | NASA                                            | Suborbital                                                | Ionosfèric                                | 14 d'octubre                                           | Reeixit                                                |
| 14 d'octubre 22:25   | Apogeu: 956 km |                                                 |                                                           |                                           |                                                        |                                                        |
| 15 d'octubre 15:05   | Índia - PSLV | Índia - PSLV                                    | Índia - Sriharikota FLP                                   | Índia - Sriharikota FLP                   | Índia - ISRO                                           | Índia - ISRO                                           |
| 15 d'octubre 15:05   | Índia - IRS-P2 | ISRO                                            | Heliosíncrona                                             | Observation                               | En òrbita                                              | Reeixit                                                |
| 15 d'octubre 13:41   | Canadà - Black Brant VC | Canadà - Black Brant VC                         | Brasil - Alcântara                                        | Brasil - Alcântara                        | Estats Units - NASA                                    | Estats Units - NASA                                    |
| 15 d'octubre 13:41   | Estats Units - H.Alt Spread F | NASA                                            | Suborbital                                                | Ionosfèric                                | 15 d'octubre                                           | Reeixit                                                |
| 15 d'octubre 13:41   | Apogeu: 250 km |                                                 |                                                           |                                           |                                                        |                                                        |
| 21 d'octubre         | Estats Units - UGM-96 Trident I | Estats Units - UGM-96 Trident I                 | Estats Units - Submarine, Eastern Range                   | Estats Units - Submarine, Eastern Range   | Estats Units - Marina dels Estats Units d'Amèrica      | Estats Units - Marina dels Estats Units d'Amèrica      |
| 21 d'octubre         | Estats Units - DASO-33 | Marina dels Estats Units d'Amèrica              | Suborbital                                                | Prova de míssils                          | 21 d'octubre                                           | Reeixit                                                |
| 21 d'octubre         | Apogeu: 1000 km |                                                 |                                                           |                                           |                                                        |                                                        |
| 31 d'octubre 14:30   | Rússia - Proton-K/DM-2 | Rússia - Proton-K/DM-2                          | Kazakhstan - Baikonur Site 81/23                          | Kazakhstan - Baikonur Site 81/23          | Rússia - VKS                                           | Rússia - VKS                                           |
| 31 d'octubre 14:30   | Rússia - Elektro 1 | MOM                                             | Geosíncrona                                               | Weather                                   | En òrbita                                              | Error del vehicle                                      |
| 31 d'octubre 14:30   | No es va retornar imatgeria útil a causa d'un malfuncionament del sensor i es va cancel·lar en el 1998 |                                                 |                                                           |                                           |                                                        |                                                        |
| Novembre             | |                                                 |                                                           |                                           |                                                        |                                                        |
| 1 de novembre 00:37  | Europa - Ariane 4 (42P) | Europa - Ariane 4 (42P)                         | França - Kourou ELA-2                                     | França - Kourou ELA-2                     | França - Arianespace                                   | França - Arianespace                                   |
| 1 de novembre 00:37  | Luxemburg - Astra 1D | SES Astra                                       | Geosíncrona                                               | Comunicacions                             | En òrbita                                              | Operacional                                            |
| 1 de novembre 09:31  | Estats Units - Delta II (7925-10) | Estats Units - Delta II (7925-10)               | Estats Units - Cape Canaveral LC-17B                      | Estats Units - Cape Canaveral LC-17B      | Estats Units - Boeing IDS                              | Estats Units - Boeing IDS                              |
| 1 de novembre 09:31  | Estats Units - Wind | NASA                                            | L1 Terra-Sol - halo                                       | Solar                                     | En òrbita                                              | Reeixit                                                |
| 2 de novembre 01:04  | Ucraïna - Tsyklon-2 | Ucraïna - Tsyklon-2                             | Kazakhstan - Baikonur Site 90                             | Kazakhstan - Baikonur Site 90             | Rússia - VKS                                           | Rússia - VKS                                           |
| 2 de novembre 01:04  | Rússia - Kosmos 2293 (EORSAT) | MO RF                                           | Terrestre baixa                                           | SIGINT                                    | 13 de maig 1996                                        | Reeixit                                                |
| 3 de novembre 00:37  | Estats Units - Transbordador espacial Atlantis | Estats Units - Transbordador espacial Atlantis  | Estats Units - Kennedy LC-39A                             | Estats Units - Kennedy LC-39A             | Estats Units - United Space Alliance                   | Estats Units - United Space Alliance                   |
| 3 de novembre 00:37  | Estats Units - STS-66 | NASA                                            | Terrestre baixa                                           | Astronomia solar                          | 14 de novembre                                         | Reeixit                                                |
| 3 de novembre 00:37  | Estats Units - Spacelab Pallet | NASA                                            | Terrestre baixa (Atlantis)                                | Spacelab ATLAS-3                          | 14 de novembre                                         | Reeixit                                                |
| 3 de novembre 00:37  | Alemanya - CRISTA-SPAS | DLR                                             | Terrestre baixa                                           | Atmospheric                               | 14 de novembre                                         | Reeixit                                                |
| 3 de novembre 00:37  | Vol orbital tripulat amb sis astronautes; El CRISTA-SPAS va ser desplegat el 4 de novembre i va ser recuperat el 12 de novembre Últim vol en solitari (sense l'estació espacial) del Atlantis fins al STS-125 en el maig del 2009 |                                                 |                                                           |                                           |                                                        |                                                        |
| 3 de novembre 18:45  | Canadà - Black Brant IX | Canadà - Black Brant IX                         | Estats Units - White Sands LC-36                          | Estats Units - White Sands LC-36          | Estats Units - NASA                                    | Estats Units - NASA                                    |
| 3 de novembre 18:45  | Estats Units - NCAR/CU-5 | NASA                                            | Suborbital                                                | Ionosfèric                                | 3 de novembre                                          | Reeixit                                                |
| 3 de novembre 18:45  | Apogeu: 231 km |                                                 |                                                           |                                           |                                                        |                                                        |
| 3 de novembre 19:15  | Canadà - Black Brant IX | Canadà - Black Brant IX                         | Estats Units - White Sands LC-36                          | Estats Units - White Sands LC-36          | Estats Units - NASA                                    | Estats Units - NASA                                    |
| 3 de novembre 19:15  | Estats Units - MSSTA | NASA                                            | Suborbital                                                | Astronomia de raigs X                     | 3 de novembre                                          | Reeixit                                                |
| 3 de novembre 19:15  | Apogeu: 272 km |                                                 |                                                           |                                           |                                                        |                                                        |
| 4 de novembre 05:47  | Ucraïna - Zenit-2 | Ucraïna - Zenit-2                               | Kazakhstan - Baikonur Site 45/1                           | Kazakhstan - Baikonur Site 45/1           | Rússia - VKS                                           | Rússia - VKS                                           |
| 4 de novembre 05:47  | Rússia - Resurs-O1-3 | Roskosmos                                       | Terrestre baixa                                           | Recursos de la Terra                      | En òrbita                                              | Reeixit                                                |
| 10 de novembre 07:30 | Rússia - RT-2PM Topol | Rússia - RT-2PM Topol                           | Rússia - Plesetsk                                         | Rússia - Plesetsk                         | Rússia - RVSN                                          | Rússia - RVSN                                          |
| 10 de novembre 07:30 | | RVSN                                            | Suborbital                                                | Prova de míssils                          | 10 de novembre                                         | Reeixit                                                |
| 10 de novembre 07:30 | Apogeu: 1000 km |                                                 |                                                           |                                           |                                                        |                                                        |
| 11 de novembre 19:15 | Rússia - Soiuz-U | Rússia - Soiuz-U                                | Kazakhstan - Baikonur Site 1/5                            | Kazakhstan - Baikonur Site 1/5            | Rússia - VKS                                           | Rússia - VKS                                           |
| 11 de novembre 19:15 | Rússia - Progress M-25 | Roskosmos                                       | Terrestre baixa (Mir)                                     | Logística                                 | 16 de febrer 1995 16:45:00                             | Reeixit                                                |
| 20 de novembre 00:39 | Rússia - Proton-K/DM-2 | Rússia - Proton-K/DM-2                          | Kazakhstan - Baikonur Site 200/39                         | Kazakhstan - Baikonur Site 200/39         | Rússia - VKS                                           | Rússia - VKS                                           |
| 20 de novembre 00:39 | Rússia - Kosmos 2294 (GLONASS) | MOM                                             | Terrestre Mitjana                                         | Navegació                                 | En òrbita                                              | Operacional                                            |
| 20 de novembre 00:39 | Rússia - Kosmos 2295 (GLONASS) | MOM                                             | Terrestre Mitjana                                         | Navegació                                 | En òrbita                                              | Operacional                                            |
| 20 de novembre 00:39 | Rússia - Kosmos 2296 (GLONASS) | MOM                                             | Terrestre Mitjana                                         | Navegació                                 | En òrbita                                              | Operacional                                            |
| 22 de novembre 15:40 | Canadà - Black Brant IX | Canadà - Black Brant IX                         | Estats Units - White Sands LC-36                          | Estats Units - White Sands LC-36          | Estats Units - NASA                                    | Estats Units - NASA                                    |
| 22 de novembre 15:40 | Estats Units | NASA                                            | Suborbital                                                | Vol de proves                             | 22 de novembre                                         | Reeixit                                                |
| 22 de novembre 15:40 | Apogeu: 300 km |                                                 |                                                           |                                           |                                                        |                                                        |
| 24 de novembre 09:15 | Ucraïna - Zenit-2 | Ucraïna - Zenit-2                               | Kazakhstan - Baikonur Site 45/1                           | Kazakhstan - Baikonur Site 45/1           | Rússia - VKS                                           | Rússia - VKS                                           |
| 24 de novembre 09:15 | Rússia - Kosmos 2297 (Tselina) | MO RF                                           | Terrestre baixa                                           | SIGINT                                    | En òrbita                                              | Operacional                                            |
| 24 de novembre 10:20 | Japó - S-310 | Japó - S-310                                    | Noruega - Andøya                                          | Noruega - Andøya                          | Japó - ISAS                                            | Japó - ISAS                                            |
| 24 de novembre 10:20 | Japó | ISAS                                            | Suborbital                                                | Aeronomia                                 | 24 de novembre                                         | Reeixit                                                |
| 24 de novembre 10:20 | Apogeu: 200 km |                                                 |                                                           |                                           |                                                        |                                                        |
| 29 de novembre 02:54 | Ucraïna - Tsyklon-3 | Ucraïna - Tsyklon-3                             | Rússia - Plesetsk Site 32/2                               | Rússia - Plesetsk Site 32/2               | Rússia - VKS                                           | Rússia - VKS                                           |
| 29 de novembre 02:54 | Rússia - Geo-IK | Roskosmos                                       | Terrestre baixa                                           | Geodesy                                   | En òrbita                                              | Reeixit                                                |
| 29 de novembre 10:21 | Estats Units - Atlas IIA | Estats Units - Atlas IIA                        | Estats Units - Cape Canaveral LC-36A                      | Estats Units - Cape Canaveral LC-36A      | Estats Units - Lockheed Martin                         | Estats Units - Lockheed Martin                         |
| 29 de novembre 10:21 | Estats Units - Orion 1 | Orion                                           | Geosíncrona                                               | Comunicacions                             | En òrbita                                              | Operacional                                            |
| 29 de novembre 17:02 | Xina - Llarga Marxa 3A | Xina - Llarga Marxa 3A                          | Xina - Xichang LA-2                                       | Xina - Xichang LA-2                       | Xina - CASC                                            | Xina - CASC                                            |
| 29 de novembre 17:02 | Xina - Zhongxing-5 | Chinasat                                        | Geosíncrona                                               | Demostració tecnològica                   | En òrbita                                              | Satellite failure                                      |
| 29 de novembre 17:02 | Primer prototip del DFH-3; va fallar el sistema de propulsió durant les maniobres de posicionament orbital |                                                 |                                                           |                                           |                                                        |                                                        |
| 30 de novembre 10:30 | Regne Unit - Skylark 7 | Regne Unit - Skylark 7                          | Suècia - Esrange Area S                                   | Suècia - Esrange Area S                   | Alemanya - DLR                                         | Alemanya - DLR                                         |
| 30 de novembre 10:30 | Alemanya - TEXUS 33 | DASA                                            | Suborbital                                                | Microgravetat                             | 30 de novembre                                         | Reeixit                                                |
| 30 de novembre 10:30 | Apogeu: 267 km |                                                 |                                                           |                                           |                                                        |                                                        |
| Desembre             | |                                                 |                                                           |                                           |                                                        |                                                        |
| 1 de desembre 21:39  | Japó - S-520 | Japó - S-520                                    | Noruega - Andøya                                          | Noruega - Andøya                          | Japó - ISAS                                            | Japó - ISAS                                            |
| 1 de desembre 21:39  | Japó | ISAS                                            | Suborbital                                                | Aurores                                   | 1 de desembre                                          | Reeixit                                                |
| 1 de desembre 21:39  | Apogeu: 344 km |                                                 |                                                           |                                           |                                                        |                                                        |
| 1 de desembre 22:57  | Europa - Ariane 4 (42P) | Europa - Ariane 4 (42P)                         | França - Kourou ELA-2                                     | França - Kourou ELA-2                     | França - Arianespace                                   | França - Arianespace                                   |
| 1 de desembre 22:57  | Estats Units - PanAmSat 3 | PanAmSat                                        | Destinat: Geosíncrona                                     | Comunicacions                             | 1 de desembre                                          | Error de llançament                                    |
| 1 de desembre 22:57  | Malfucionament de la 3a etapa |                                                 |                                                           |                                           |                                                        |                                                        |
| 1 de desembre        | Estats Units - UGM-133 Trident II | Estats Units - UGM-133 Trident II               | Estats Units - Submarine, Eastern Range                   | Estats Units - Submarine, Eastern Range   | Estats Units - Marina dels Estats Units d'Amèrica      | Estats Units - Marina dels Estats Units d'Amèrica      |
| 1 de desembre        | Estats Units - DASO-13 | Marina dels Estats Units d'Amèrica              | Suborbital                                                | Prova de míssils                          | 1 de desembre                                          | Reeixit                                                |
| 1 de desembre        | Apogeu: 1000 km |                                                 |                                                           |                                           |                                                        |                                                        |
| 3 de desembre 07:45  | Canadà - Black Brant IX | Canadà - Black Brant IX                         | Estats Units - White Sands LC-36                          | Estats Units - White Sands LC-36          | Estats Units - NASA                                    | Estats Units - NASA                                    |
| 3 de desembre 07:45  | Estats Units | NASA                                            | Suborbital                                                | Astronomia                                | 3 de desembre                                          | Reeixit                                                |
| 3 de desembre 07:45  | Apogeu: 300 km |                                                 |                                                           |                                           |                                                        |                                                        |
| 7 de desembre        | Estats Units - UGM-133 Trident II | Estats Units - UGM-133 Trident II               | Estats Units - Submarine, Eastern Range                   | Estats Units - Submarine, Eastern Range   | Estats Units - Marina dels Estats Units d'Amèrica      | Estats Units - Marina dels Estats Units d'Amèrica      |
| 7 de desembre        | Estats Units - FCET-45 | Marina dels Estats Units d'Amèrica              | Suborbital                                                | Prova de míssils                          | 7 de desembre                                          | Reeixit                                                |
| 7 de desembre        | Apogeu: 1000 km |                                                 |                                                           |                                           |                                                        |                                                        |
| 7 de desembre        | Estats Units - UGM-133 Trident II | Estats Units - UGM-133 Trident II               | Estats Units - Submarine, Eastern Range                   | Estats Units - Submarine, Eastern Range   | Estats Units - Marina dels Estats Units d'Amèrica      | Estats Units - Marina dels Estats Units d'Amèrica      |
| 7 de desembre        | Estats Units - FCET-45 | Marina dels Estats Units d'Amèrica              | Suborbital                                                | Prova de míssils                          | 7 de desembre                                          | Reeixit                                                |
| 7 de desembre        | Apogeu: 1000 km |                                                 |                                                           |                                           |                                                        |                                                        |
| 8 de desembre        | Canadà - Black Brant IX | Canadà - Black Brant IX                         | Estats Units - White Sands                                | Estats Units - White Sands                | Canadà - CSA                                           | Canadà - CSA                                           |
| 8 de desembre        | Canadà - CSAR-2 | CSA                                             | Suborbital                                                | Microgravetat                             | 8 de desembre                                          | Reeixit                                                |
| 8 de desembre        | Apogeu: 300 km |                                                 |                                                           |                                           |                                                        |                                                        |
| 14 de desembre 14:21 | Rússia - Molniya-M | Rússia - Molniya-M                              | Rússia - Plesetsk Site 43/4                               | Rússia - Plesetsk Site 43/4               | Rússia - VKS                                           | Rússia - VKS                                           |
| 14 de desembre 14:21 | Rússia - Molniya 1-88 | MOM                                             | Molnia                                                    | Comunicacions                             | En òrbita                                              | Operacional                                            |
| 16 de desembre 12:00 | Rússia - Proton-K/DM-2 | Rússia - Proton-K/DM-2                          | Kazakhstan - Baikonur Site 81/23                          | Kazakhstan - Baikonur Site 81/23          | Rússia - VKS                                           | Rússia - VKS                                           |
| 16 de desembre 12:00 | Rússia - Luch | MOM                                             | Geosíncrona                                               | Comunicacions                             | En òrbita                                              | Reeixit                                                |
| 16 de desembre 12:00 | Retirat l'1 d'agost de 1998 |                                                 |                                                           |                                           |                                                        |                                                        |
| 17 de desembre 02:55 | Canadà - Black Brant IX | Canadà - Black Brant IX                         | Estats Units - White Sands LC-36                          | Estats Units - White Sands LC-36          | Estats Units - NASA                                    | Estats Units - NASA                                    |
| 17 de desembre 02:55 | Estats Units | NASA                                            | Suborbital                                                | Astronomia                                | 17 de desembre                                         | Reeixit                                                |
| 17 de desembre 02:55 | Apogeu: 300 km |                                                 |                                                           |                                           |                                                        |                                                        |
| 20 de desembre 05:11 | Rússia - Kosmos-3M | Rússia - Kosmos-3M                              | Rússia - Plesetsk Site 132/1                              | Rússia - Plesetsk Site 132/1              | Rússia - VKS                                           | Rússia - VKS                                           |
| 20 de desembre 05:11 | Rússia - Kosmos 2298 (Strela-2M) | MO RF                                           | Terrestre baixa                                           | Comunicacions                             | En òrbita                                              | Reeixit                                                |
| 20 de desembre 08:50 | Rússia - RT-2UTTH Topol M | Rússia - RT-2UTTH Topol M                       | Rússia - Plesetsk                                         | Rússia - Plesetsk                         | Rússia - RVSN                                          | Rússia - RVSN                                          |
| 20 de desembre 08:50 | | RVSN                                            | Suborbital                                                | Prova de míssils                          | 20 de desembre                                         | Reeixit                                                |
| 20 de desembre 08:50 | Vol inaugural del míssil Topol M; Apogeu: 1000 km |                                                 |                                                           |                                           |                                                        |                                                        |
| 22 de desembre 22:19 | Estats Units - Titan IVA (402)/IUS | Estats Units - Titan IVA (402)/IUS              | Estats Units - Cape Canaveral LC-40                       | Estats Units - Cape Canaveral LC-40       | Estats Units - Lockheed Martin                         | Estats Units - Lockheed Martin                         |
| 22 de desembre 22:19 | Estats Units - USA-107 (DSP) | Força Aèria dels Estats Units d'Amèrica         | Geosíncrona                                               | Defensa de míssils                        | En òrbita                                              | Operacional                                            |
| 26 de desembre 03:01 | Rússia - Rókot | Rússia - Rókot                                  | Kazakhstan - Baikonur Site 175/59                         | Kazakhstan - Baikonur Site 175/59         | Rússia - VKS                                           | Rússia - VKS                                           |
| 26 de desembre 03:01 | Rússia - Radio-ROSTRO RS-15 | Roskosmos                                       | Terrestre baixa                                           | Radioaficionat                            | En òrbita                                              | Reeixit                                                |
| 26 de desembre 22:26 | Ucraïna - Tsyklon-3 | Ucraïna - Tsyklon-3                             | Rússia - Plesetsk Site 32/2                               | Rússia - Plesetsk Site 32/2               | Rússia - VKS                                           | Rússia - VKS                                           |
| 26 de desembre 22:26 | Rússia - Kosmos 2299 (Strela-3) | MO RF                                           | Terrestre baixa                                           | Comunicacions                             | En òrbita                                              | Operacional                                            |
| 26 de desembre 22:26 | Rússia - Kosmos 2300 (Strela-3) | MO RF                                           | Terrestre baixa                                           | Comunicacions                             | En òrbita                                              | Operacional                                            |
| 26 de desembre 22:26 | Rússia - Kosmos 2301 (Strela-3) | MO RF                                           | Terrestre baixa                                           | Comunicacions                             | En òrbita                                              | Operacional                                            |
| 26 de desembre 22:26 | Rússia - Kosmos 2302 (Strela-3) | MO RF                                           | Terrestre baixa                                           | Comunicacions                             | En òrbita                                              | Operacional                                            |
| 26 de desembre 22:26 | Rússia - Kosmos 2303 (Strela-3) | MO RF                                           | Terrestre baixa                                           | Comunicacions                             | En òrbita                                              | Operacional                                            |
| 26 de desembre 22:26 | Rússia - Kosmos 2304 (Strela-3) | MO RF                                           | Terrestre baixa                                           | Comunicacions                             | En òrbita                                              | Operacional                                            |
| 28 de desembre 11:31 | Rússia - Proton-K/DM-2 | Rússia - Proton-K/DM-2                          | Kazakhstan - Baikonur Site 81/23                          | Kazakhstan - Baikonur Site 81/23          | Rússia - VKS                                           | Rússia - VKS                                           |
| 28 de desembre 11:31 | Rússia - Raduga 32 | MOM                                             | Geosíncrona                                               | Comunicacions                             | En òrbita                                              | Operacional                                            |
| 29 de desembre 11:30 | Rússia - Soiuz-U2 | Rússia - Soiuz-U2                               | Kazakhstan - Baikonur Site 31/6                           | Kazakhstan - Baikonur Site 31/6           | Rússia - VKS                                           | Rússia - VKS                                           |
| 29 de desembre 11:30 | Rússia - Kosmos 2305 (Yantar) | MOM                                             | Terrestre baixa                                           | Reconeixement                             | 18 de desembre 1995                                    | Reeixit                                                |
| 30 de desembre 10:02 | Estats Units - Atlas E/Star 37 | Estats Units - Atlas E/Star 37                  | Estats Units - Vandenberg SLC-3W                          | Estats Units - Vandenberg SLC-3W          | Estats Units                                           | Estats Units                                           |
| 30 de desembre 10:02 | Estats Units - NOAA-14 (NOAA-K) | NOAA                                            | Terrestre baixa                                           | Meteorologia                              | En òrbita                                              | Reeixit                                                |

## Encontres espacials
| Data (GMT)   | Nau espacial | Esdeveniment                                            | Comentaris |
| ------------ | ------------ | ------------------------------------------------------- | ---------- |
| 19 de febrer | Clementine   | Inserció en òrbita selenocèntrica                       | 400 km     |
| 4 de maig    | Clementine   | Es deixa l'òrbita selenocèntrica                        |            |
| 13 d'octubre | Magellan     | Es va desorbitar deliberadament a l'atmosfera venusiana |            |

## EVAs
| Inici data/hora      | Duració           | Hora finalització | Nau espacial                            | Tripulació                                                 | Funció | Comentaris |
| -------------------- | ----------------- | ----------------- | --------------------------------------- | ---------------------------------------------------------- | --- | ---------- |
| 9 de setembre 07:00  | 5 hores 4 minuts  | 12:06             | Mir EO-16 Kvant-2                       | Rússia - Iuri Malentxenko · Kazakhstan - Talgat Mussabàiev | S'inspecciona el port d'acoblament del Kvant-1 pels danys d'un Progress recent i es va reparar una capa tèrmica en el Soiuz TM-19. |            |
| 13 de setembre 06:30 | 6 hores 1 minute  | 12:32             | Mir EO-16 Kvant-2                       | Rússia - Iuri Malentxenko · Kazakhstan - Talgat Mussabàiev | Es va continuar la preparació de la construcció dels panells solars movibles des del mòdul Kristall al Kvant-2.                    |            |
| 16 de setembre 14:42 | 6 hores 51 minuts | 21:33             | STS-64 Transbordador espacial Discovery | Estats Units - Mark C. Lee · Estats Units - Carl J. Meade  | Proves del dispositiu de rescat d'EVA SAFER.                                                                                       |            |